# Fleuve Noir Anticipation

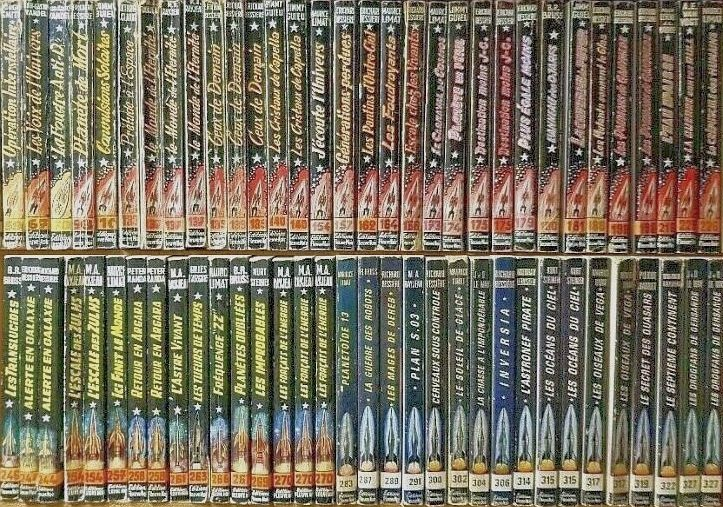
„Perioada rachetei” la FNA

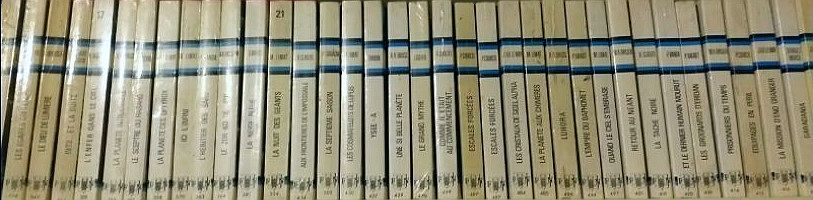
„Perioada albă” la FNA

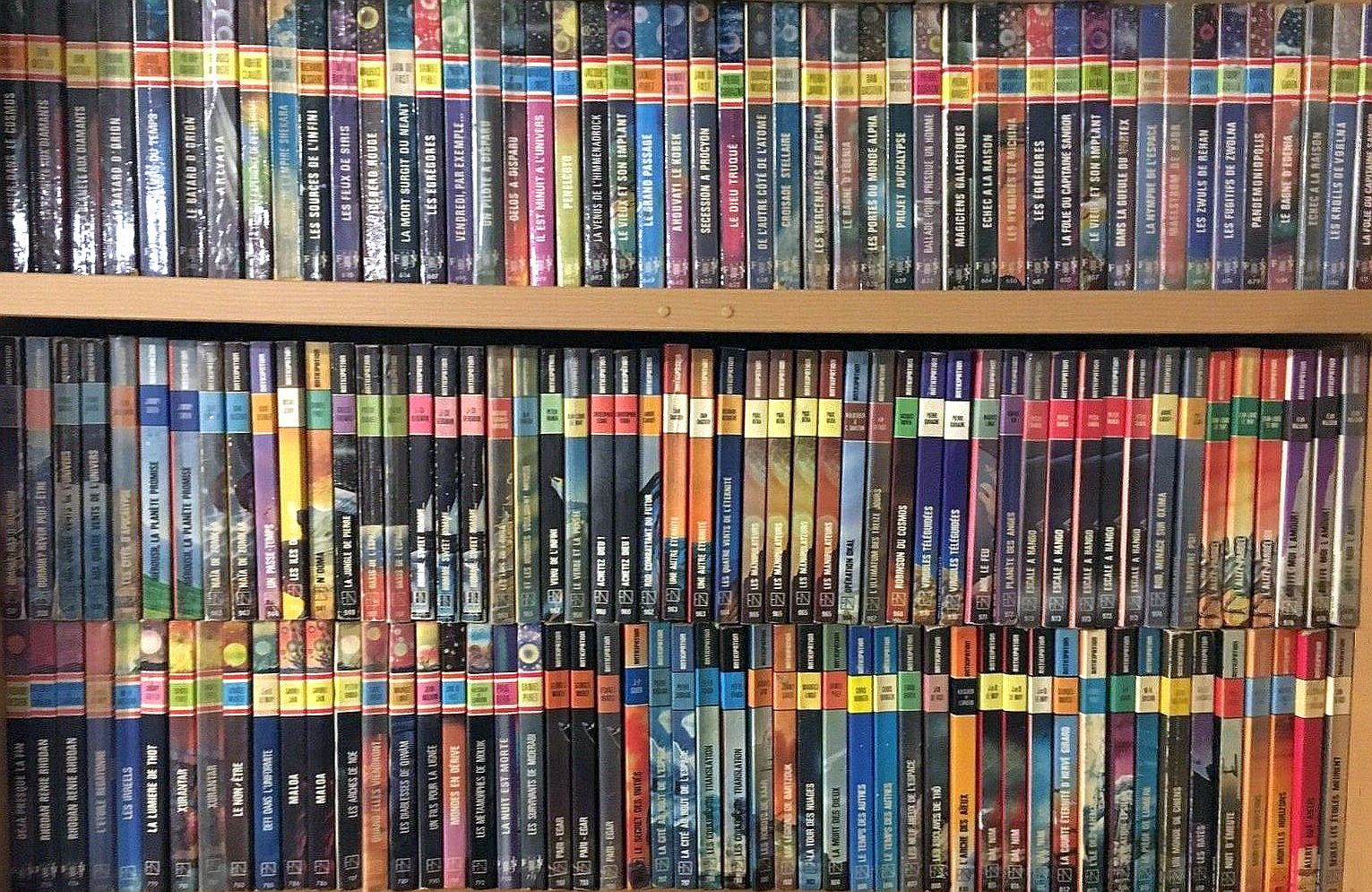
Cărți din perioada finală a FNA

Fleuve Noir Anticipation (FNA) este o colecție de cărți științifico-fantastice a editurii franceze Fleuve Noir. A fost creată în septembrie 1951. Anticipation a vizat un public popular și a favorizat opera spațială și subiecte preferate de publicul larg. A avut o durată de viață excepțională și a publicat două mii două titluri, inclusiv un număr special.
Prima carte din colecție, Les Conquérants de l'univers (Cuceritorii Universului), a inaugurat o saga în cinci volume a autorului F. Richard-Bessière. Ultima carte, publicată în februarie 1997, ca numărul 2001, este L'odyssée de l'espèce (O odisee a speciei) de Roland C. Wagner ca o dublă aluzie la filmul 2001: O odisee spațială regizat de Stanley Kubrick.
Coperta frontală a colecției și-a schimbat de mai multe ori designul de la primele volume cu micuța rachetă. Majoritatea ilustrațiilor de copertă au fost desenate de René Brantonne cunoscut sub numele de „Brantonne”.
Colecția a exercitat o mare influență asupra științifico-fantasticului în Franța și a lansat cariera mai multor scriitori francezi remarcați, inclusiv Stefan Wul, Kurt Steiner, Louis Thirion, Doris și Jean-Louis Le May, Richard Bessière, Jimmy Guieu, Gilles Thomas, Serge Brussolo și B. R. Bruss.

## Lista de romane
Numerotarea cărților publicate în colecția Fleuve Noir Anticipation este complicată deoarece unele au fost republicate, iar altele au fost publicate inițial hors série, în afara seriei. Listele întregii serii au fost întocmite de Roland C. Wagner în ultimul volum al colecției și de Alain Douilly.

### Anii 1950

#### 1951
1. Les Conquérants de l'univers de F. Richard-Bessière
2. À l'assaut du ciel de F. Richard-Bessière
3. Retour du "Météore" de F. Richard-Bessière
4. Planète vagabonde de F. Richard-Bessière
5. Le Pionnier de l'atome de Jimmy Guieu

#### 1952
1. Croisière dans le temps de F. Richard-Bessière
2. Les Chevaliers de l'espace de Jean-Gaston Vandel
3. Au-delà de l'infini de Jimmy Guieu
4. Les Fabricants de Soleil de Vargo Statten
5. Le Satellite artificiel de Jean-Gaston Vandel
6. Les Astres morts de Jean-Gaston Vandel
7. Le Maître de Saturne de Vargo Statten
8. L'Invasion de la Terre de Jimmy Guieu
9. La Planète pétrifiée de Vargo Statten
10. Alerte aux robots ! de Jean-Gaston Vandel
11. La Flamme cosmique de Vargo Statten

#### 1953
1. Frontières du vide de Jean-Gaston Vandel
2. Hantise sur le monde de Jimmy Guieu
3. Le Soleil sous la mer de Jean-Gaston Vandel
4. Course vers Pluton de Vargo Statten
5. Attentat cosmique de Jean-Gaston Vandel
6. L'Univers vivant de Jimmy Guieu
7. Infernale menace de Vargo Statten
8. Incroyable futur de Jean-Gaston Vandel
9. L'Héritage de la Lune de Vargo Statten
10. Agonie des civilisés de Jean-Gaston Vandel
11. La Dimension X de Jimmy Guieu
12. Le Martien vengeur de Vargo Statten
13. Pirate de la Science de Jean-Gaston Vandel

#### 1954
1. Piège dans le temps de Rog Phillips[7]
2. Nous les Martiens de Jimmy Guieu
3. La Bombe "G" de Vargo Statten
4. S.O.S. soucoupes de B. R. Bruss
5. Fuite dans l'inconnu de Jean-Gaston Vandel
6. Îles de l'espace de Arthur C. Clarke[8]
7. La Spirale du temps de Jimmy Guieu
8. Sauvetage sidéral de F. Richard-Bessière
9. Métal de mort de Vargo Statten[9]
10. Naufragés des galaxies de Jean-Gaston Vandel
11. La Guerre des soucoupes de B. R. Bruss
12. Le Monde oublié de Jimmy Guieu
13. À travers les âges de Vargo Statten
14. Territoire robot de Jean-Gaston Vandel
15. Sur la planète rouge de Isaac Asimov, ca Paul French
16. L'Homme de l'espace de Jimmy Guieu
17. Duel des mondes de Vargo Statten

#### 1955
1. Opération Aphrodite de Jimmy Guieu
2. Les Titans de l'énergie de Jean-Gaston Vandel
3. La Force invisible de Vargo Statten
4. L'Autre univers de Volsted Gridban
5. Commandos de l'espace de Jimmy Guieu
6. Raid sur delta de Jean-Gaston Vandel
7. Heure zéro de Vargo Statten
8. L'Agonie du verre de Jimmy Guieu
9. "S.O.S. Terre" de F. Richard-Bessière
10. Départ pour l'avenir de Jean-Gaston Vandel
11. Les Mines du ciel de Volsted Gridban
12. Univers parallèles de Jimmy Guieu
13. Opération interstellaire de George Oliver Smith[10]
14. Vingt pas dans l'inconnu de F. Richard-Bessière
15. Bureau de l'invisible de Jean-Gaston Vandel

#### 1956
1. Nos ancêtres de l'avenir de Jimmy Guieu
2. Hommes en double de Vargo Statten
3. Feu dans le ciel de F. Richard-Bessière
4. Rideau magnétique de B. R. Bruss
5. Les Voleurs de cerveaux de Murray Leinster[11]
6. Les Voix de l'univers de Jean-Gaston Vandel
7. Révolte des triffides de John Wyndham
8. Objectif Soleil de F. Richard-Bessière
9. Les Monstres du néant de Jimmy Guieu
10. Attaque sub-terrestre de Max-André Rayjean
11. Prisonniers du passé de Jimmy Guieu
12. La Foudre anti-D de Jean-Gaston Vandel
13. L'Étoile fugitive de Vargo Statten
14. Altitude moins X de F. Richard-Bessière
15. Le Vide incandescent de Vector Magroon
16. Le Troisième Bocal de Jean-Gaston Vandel
17. Retour à "O" de Stefan Wul
18. Mystérieux délai de Vargo Statten
19. Les Êtres de feu de Jimmy Guieu
20. Route du néant de F. Richard-Bessière
21. Substance "ARKA" de B. R. Bruss

#### 1957
1. Niourk de Stefan Wul
2. Je reviens de... de Kemmel
3. Cité de l'esprit de F. Richard-Bessière
4. Base spatiale 14 de Max-André Rayjean
5. La Mort de la vie de Jimmy Guieu
6. L'Homme de deux mondes de Vargo Statten
7. Création cosmique de F. Richard-Bessière
8. Rayons pour Sidar de Stefan Wul
9. Le Règne des mutants de Jimmy Guieu
10. La Porte vers l'infini de Leigh Brackett
11. Planète de mort de F. Richard-Bessière
12. Transmission Z de Vargo Statten
13. Créatures des neiges de Jimmy Guieu
14. La Peur géante de Stefan Wul
15. La Deuxième Terre de F. Richard-Bessière
16. Retour à demain de L. Ron Hubbard
17. L'Homme multiple de Vargo Statten
18. Cité Noë n°2 de Jimmy Guieu
19. Via dimension 5 de F. Richard-Bessière
20. Oms en série de Stefan Wul
21. Le Rayon du cube de Jimmy Guieu
22. Les Parias de l'atome de Max-André Rayjean
23. Fléau de l'univers de F. Richard-Bessière
24. Le Temple du passé de Stefan Wul

#### 1958
1. Le Navire étoile de Edwin Charles Tubb
2. Chocs en synthèse de Max-André Rayjean
3. L'Orphelin de Perdide de Stefan Wul
4. Convulsions solaires de Jimmy Guieu
5. Carrefour du temps de F. Richard-Bessière
6. Le Grand Kirn de B. R. Bruss
7. La Mort vivante de Stefan Wul
8. La Folie verte de Max-André Rayjean
9. Réseau dinosaure de Jimmy Guieu
10. L'Autre côté du monde de Murray Leinster[12]
11. Relais Minos III de F. Richard-Bessière
12. La Force sans visage de Jimmy Guieu
13. Piège sur Zarkass de Stefan Wul
14. Opération Espace de Murray Leinster[13]
15. Bang ! de F. Richard-Bessière
16. L'Anneau des invincibles de Max-André Rayjean
17. Les Transformés de John Wyndham
18. Menace d'outre-Terre de Kurt Steiner
19. Verte Destinée de Kenneth Bulmer
20. Zone spatiale interdite de F. Richard-Bessière
21. Soleils : échelle zéro de Max-André Rayjean

#### 1959
1. Qui parle de conquête de Lan Wright
2. Panique dans le vide de F. Richard-Bessière
3. Terminus 1 de Stefan Wul
4. Salamandra de Kurt Steiner
5. Mission dans l'espace de Charles Frederick W. Chilton
6. Prélude à l'espace de Arthur C. Clarke
7. Expédition cosmique de Jimmy Guieu
8. Le Troisième astronef de F. Richard-Bessière
9. Terre… Siècle 24 de B. R. Bruss
10. Le Monde de l'éternité de Max-André Rayjean
11. Odyssée sous contrôle de Stefan Wul
12. Ceux de demain de F. Richard-Bessière
13. Les Cristaux de Capella de Jimmy Guieu
14. Les Enfants du chaos de Maurice Limat
15. Ère cinquième de Max-André Rayjean
16. An... 2391 de B. R. Bruss
17. Réaction déluge de F. Richard-Bessière
18. Piège dans l'espace de Jimmy Guieu
19. Le 32 juillet de Kurt Steiner
20. Le Sang du Soleil de Maurice Limat
21. On a hurlé dans le ciel de F. Richard-Bessière

### Anii 1960

#### 1960
1. Chasseurs d'hommes de Jimmy Guieu
2. La Troisième race de Poul Anderson
3. Le Péril des hommes de Max-André Rayjean
4. Survie de Peter Randa
5. Terre degré "0" de F. Richard-Bessière
6. J'écoute l'univers de Maurice Limat
7. Aux armes d'Ortog de Kurt Steiner
8. Les Sphères de Rapa-nui de Jimmy Guieu
9. Générations perdues de F. Richard-Bessière
10. "Baroud" de Peter Randa
11. Métro pour l'inconnu de Maurice Limat
12. L'Ère des Biocybs de Jimmy Guieu
13. L'Ultra-univers de Max-André Rayjean
14. Les Pantins d'Outre-ciel de F. Richard-Bessière
15. Expérimental X-35 de Jimmy Guieu
16. Les Foudroyants de Maurice Limat
17. Chirurgiens d'une planète de Gilles d'Argyre
18. Escale chez les vivants de F. Richard-Bessière
19. Invasion "H" de Max-André Rayjean
20. Les Frelons d'or de Peter Randa
21. Les Lunes de Jupiter de F. Richard-Bessière
22. Moi, un robot de Maurice Limat

#### 1961
1. Puissance : facteur 3 de Max-André Rayjean
2. Les Voiliers du soleil de Gilles d'Argyre
3. Le Carnaval du cosmos de Maurice Limat
4. Planète en péril de Jimmy Guieu
5. Destination moins J-C. de F. Richard-Bessière
6. Les Rescapés de demain de Peter Randa
7. Les Magiciens d'Andromède de Max-André Rayjean
8. Océan, mon esclave de Maurice Limat
9. Plus égale moins de F. Richard-Bessière
10. L'Anneau des Djarfs de B. R. Bruss
11. La Caverne du futur de Jimmy Guieu
12. Cycle zéro de Peter Randa
13. Légion alpha de F. Richard-Bessière
14. Message des Vibrants de Maurice Limat
15. Commando de transplantation de Peter Randa
16. Bihil de B. R. Bruss
17. La Grande épouvante de Jimmy Guieu
18. Les Mutants sonnent le glas de F. Richard-Bessière
19. L'Étoile de Goa de Max-André Rayjean
20. Les Damnés de Cassiopée de Maurice Limat
21. L'Invisible alliance de Jimmy Guieu
22. La Guerre des dieux de F. Richard-Bessière

#### 1962
1. Au bout du ciel de Kemmel
2. Fugitif de l'espace de Peter Randa
3. Le Cri des Durups de B. R. Bruss
4. Lumière qui tremble de Maurice Limat
5. Planètes captives de Max-André Rayjean
6. Les Poumons de Ganymède de F. Richard-Bessière
7. Le Secret des Tshengz de Jimmy Guieu
8. Le Mur de la lumière de B. R. Bruss
9. Les Derniers jours de Sol 3 de F. Richard-Bessière
10. Les Éphémères de Peter Randa
11. Opération Ozma de Jimmy Guieu
12. Les Fils de l'espace de Maurice Limat
13. Les 7 anneaux de Rhéa de F. Richard-Bessière
14. S.O.S. Lune de Arthur C. Clarke
15. Naufragés de la Lune de Arthur C. Clarke
16. Les Horls en péril de B. R. Bruss
17. Deucalion de Peter Randa
18. Micro-invasion de F. Richard-Bessière
19. L'Anti-monde de Maurice Limat
20. L'Âge noir de la Terre de Jimmy Guieu
21. Les Apprentis sorciers de Peter Randa
22. La Mort vient des étoiles de F. Richard-Bessière
23. Dans le vent du cosmos de Maurice Limat
24. L'Eau épaisse de Philip Levene și Joseph Lawrence Morrissey

#### 1963
1. L'Oasis du rêve de Max-André Rayjean
2. Les Créatures d'Hypnôs de Maurice Limat
3. Mission "T" de Jimmy Guieu
4. Les Ancêtres de Peter Randa
5. Terrom, âge "un" de Max-André Rayjean
6. Visa pour Antarès de F. Richard-Bessière
7. La Guerre contre le Rull de Alfred Elton Van Vogt
8. Les Forbans de l'espace de Jimmy Guieu
9. Complot Vénus-Terre de B. R. Bruss
10. Le Crépuscule des humains de Maurice Limat
11. Plate-forme de l'éternité de Peter Randa
12. Les Jardins de l'apocalypse de F. Richard-Bessière
13. La Fièvre rouge de Max-André Rayjean
14. Le Sang vert de Maurice Limat
15. Projet "King" de Jimmy Guieu
16. Planète à vendre de F. Richard-Bessière
17. L'Otarie bleue de B. R. Bruss
18. Humains de nulle part de Peter Randa
19. Les Sortilèges d'Altaïr de Maurice Limat
20. Rendez-vous sur un monde perdu de Arthur Bertram Chandler
21. Les Destructeurs de Jimmy Guieu
22. Pas de Gonia pour les Gharkandes de F. Richard-Bessière
23. Une mouche nommée Drésa de B. R. Bruss

#### 1964
1. Projet "Kozna" de Max-André Rayjean
2. L'Étoile de Satan de Maurice Limat
3. Les Portes de Thulé de Jimmy Guieu
4. Le Long voyage de Gilles d'Argyre
5. Alerte en galaxie de F. Richard-Bessière
6. Sédition de Peter Randa
7. Les Translucides de B. R. Bruss
8. Round végétal de Max-André Rayjean
9. Échec au Soleil de Maurice Limat
10. La Loi de Mandralor de Peter Randa
11. Un futur pour M. Smith de F. Richard-Bessière
12. L'Astéroïde noir de B. R. Bruss
13. Particule zéro de Maurice Limat
14. Zone de rupture de Peter Randa
15. L'Escale des Zulhs de Max-André Rayjean
16. La Planète géante de F. Richard-Bessière
17. Le Grand feu de B. R. Bruss
18. Ici finit le monde de Maurice Limat
19. Retour en Argara de Peter Randa
20. N'accusez pas le ciel de F. Richard-Bessière

#### 1965
1. Le Soleil s'éteint de B. R. Bruss
2. L'Astre vivant de Max-André Rayjean
3. Les Soleils noirs de Maurice Limat
4. Les Tueurs de temps de Gilles d'Argyre
5. Les Pionniers du cosmos de F. Richard-Bessière
6. Reconquête de Peter Randa
7. Fréquence "ZZ" de Maurice Limat
8. Planètes oubliées de B. R. Bruss
9. Le Chemin des étoiles de F. Richard-Bessière
10. Les Improbables de Kurt Steiner
11. Les Forçats de l'énergie de Max-André Rayjean
12. Qui suis-je ? de Peter Randa
13. Disparus dans l'espace de Peter Randa
14. La Planète glacée de B. R. Bruss
15. Le Flambeau du monde de Maurice Limat
16. Le Cerveau de Silstar de Max-André Rayjean
17. Le Secret des Antarix de Peter Randa
18. L'Énigme des Phtas de B. R. Bruss
19. Methoodias de Maurice Limat
20. Les Maîtres du silence de F. Richard-Bessière
21. Je m'appelle... "tous" de F. Richard-Bessière
22. A comme Andromède de John Elliot și Fred Hoyle

#### 1966
1. Andromède revient de John Elliot și Fred Hoyle
2. Planétoïde 13 de Maurice Limat
3. Le Zoo des Astors de Max-André Rayjean
4. Les Limiers de l'infini de Pierre Barbet

H.S Opération Astrée de Clark Darlton și Karl-Herbert Scheer
1. La Solitude des dieux de Peter Randa
2. La Guerre des robots de B. R. Bruss
3. Rien qu'une étoile de Maurice Limat
4. Les Mages de Dereb de F. Richard-Bessière
5. La Terre a peur de Karl-Herbert Scheer
6. Plan S.03 de Max-André Rayjean
7. Les Cavernicoles de Wolf de Pierre Barbet
8. Agent spatial n°1 de F. Richard-Bessière
9. L'Espace noir de B. R. Bruss
10. La Milice des mutants de Karl-Herbert Scheer
11. La Terre n'est pas ronde de Maurice Limat
12. Commando du non-retour de Peter Randa
13. Bases sur Vénus de Karl-Herbert Scheer
14. Vagues d'invasion de Peter Randa
15. Cerveaux sous contrôle de F. Richard-Bessière
16. La Créature éparse de B. R. Bruss
17. Le Soleil de glace de Maurice Limat
18. Les Clés de l'univers de Max-André Rayjean
19. La Chasse à l'impondérable de Doris Le May și Jean-Louis Le May
20. Objectif Tamax de Peter Randa
21. Inversia de F. Richard-Bessière
22. Les Vainqueurs de Véga de Clark Darlton și Karl-Herbert Scheer

#### 1967
1. Le Dieu couleur de nuit de Maurice Limat
2. L'Étoile du néant de Pierre Barbet
3. La Vermine du Lion de F. Carsac
4. Les Anti-hommes de Max-André Rayjean
5. L'Oenips d'Orlon de Doris Le May și Jean-Louis Le May
6. La Forteresse des six lunes de Clark Darlton și Karl-Herbert Scheer
7. L'Astronef pirate de Murray Leinster[14]
8. Les Océans du ciel de Kurt Steiner
9. La Grande dérive de Peter Randa
10. Les Oiseaux de Véga de Maurice Limat
11. Le Mystère des Sups de B. R. Bruss
12. Le Secret des Quasars de Pierre Barbet
13. Cette lueur qui venait des ténèbres de F. Richard-Bessière
14. La Quête cosmique de Clark Darlton și Karl-Herbert Scheer
15. Le Septième continent de Max-André Rayjean
16. Les Survivants de Kor de Peter Randa
17. L'Étrange planète Orga de B. R. Bruss
18. Les Portes de l'aurore de Maurice Limat
19. Les Glaces de Gol de Clark Darlton și Karl-Herbert Scheer
20. Les Drogfans de Gersande de Doris Le May și Jean-Louis Le May
21. Le Trappeur galactique de B. R. Bruss
22. L'Enfer dans le ciel de F. Richard-Bessière
23. Hallali cosmique de Pierre Barbet
24. Les Ides de Mars de Peter Randa
25. Le Traître de Tuglan de Clark Darlton și Karl-Herbert Scheer
26. Le Quatrième futur de Max-André Rayjean
27. La Nuit des Géants de Maurice Limat
28. Chaos sur la genèse de F. Richard-Bessière
29. La Jungle d'Araman de Peter Randa
30. Le Retour des dieux de Jimmy Guieu

#### 1968
1. Quand l'uranium vint à manquer de B. R. Bruss
2. L'Odyssée du Delta de Doris Le May și Jean-Louis Le May
3. Le Maître des mutants de Clark Darlton și Karl-Herbert Scheer
4. La Planète de feu de Maurice Limat
5. Ne touchez pas aux Borloks de F. Richard-Bessière
6. Les Sept sceaux du cosmos de Jimmy Guieu
7. Contact "Z" de Max-André Rayjean
8. La Planète des Cristophons de Pierre Barbet
9. La Révolte des inexistants de Peter Randa
10. Message pour l'avenir de Doris Le May și Jean-Louis Le May
11. L'Espionne galactique de B. R. Bruss
12. Le Piège à pirates de Clark Darlton și Karl-Herbert Scheer
13. Évolution magnétique de Pierre Barbet
14. Les Sirènes de Faô de Maurice Limat
15. Joklun-N'Ghar la maudite de Jimmy Guieu
16. Civilisation Oméga de Max-André Rayjean
17. Les Stols de Louis Thirion
18. L'Escale des dieux de Peter Randa
19. La Planète introuvable de B. R. Bruss
20. Le Sceptre du hasard de Gilles d'Argyre
21. La Planète des Optyrox de Doris Le May și Jean-Louis Le May
22. Tout commencera... hier de F. Richard-Bessière
23. La Terreur invisible de Jimmy Guieu
24. L'Empereur de New-York de Clark Darlton și Karl-Herbert Scheer
25. Le Septième nuage de Maurice Limat
26. L'Héritier des Sars de Peter Randa
27. Le Zor-Ko de fer de Max-André Rayjean
28. Des hommes, des hommes... et encore des hommes de F. Richard-Bessière
29. Les Enfants d'Alga de B. R. Bruss
30. Refuge cosmique de Jimmy Guieu
31. Arel d'Adamante de Doris Le May și Jean-Louis Le May
32. Les Aventuriers de l'espace de Peter Randa

#### 1969
1. Ici l'infini de Maurice Limat
2. Vikings de l'espace de Pierre Barbet
3. La Machine venue d'ailleurs de F. Richard-Bessière
4. L'Étoile en exil de Clark Darlton și Karl-Herbert Scheer
5. Métalikus de Maurice Limat
6. L'An un des Kréols de Max-André Rayjean
7. Ortog et les ténèbres de Kurt Steiner
8. Les Naufragés de l'Alkinoos de Louis Thirion
9. La Grande chasse des Kadjars de Peter Randa
10. Le Treizième signe du zodiaque de Maurice Limat
11. Cauchemar dans l'invisible de F. Richard-Bessière
12. La Neige bleue de Gérard Marcy
13. Solution de continuité de Doris Le May și Jean-Louis Le May
14. Les Chimères de Séginus de Pierre Barbet
15. L'Ordre vert de Jimmy Guieu
16. Mutants en mission de Clark Darlton și Karl-Herbert Scheer
17. Les Centauriens sont fous de B. R. Bruss
18. Relais "Kera" de Max-André Rayjean
19. Les Enfants de l'histoire de Kurt Steiner
20. Demain le froid de Doris Le May și Jean-Louis Le May
21. L'Homme éparpillé de Peter Randa
22. Flammes sur Titan de Maurice Limat
23. L'Exilé du temps de Pierre Barbet
24. Les Whums se vengent de Louis Thirion
25. Parle, robot ! de B. R. Bruss
26. Traquenard sur Kenndor de Jimmy Guieu
27. Les Damnés d'Altaban de Peter Randa
28. L'Offensive d'oubli de Clark Darlton și Karl-Herbert Scheer
29. Tempête sur Coxxi de Maurice Limat
30. La Quête du Frohle d'Esylée de Doris Le May și Jean-Louis Le May
31. Les Marteaux de Vulcain de F. Richard-Bessière
32. Les Boucles du temps de Peter Randa
33. Demain : l'Apocalypse de Jimmy Guieu
34. S.O.S. cerveaux de Max-André Rayjean

### Anii 1970

#### 1970
1. Étoiles en perdition de Pierre Barbet
2. Garadania de Georges Murcie
3. On demande un cobaye de F. Richard-Bessière
4. L'Arche du temps de Jimmy Guieu
5. La Plongée des corsaires d'Hermos de Doris Le May și Jean-Louis Le May
6. La Force secrète de Gérard Marcy
7. Enjeu Déterna de Peter Randa
8. Le Voleur de rêves de Maurice Limat
9. A l'assaut d'Arkonis de Clark Darlton și Karl-Herbert Scheer
10. Les Maîtres des pulsars de Pierre Barbet
11. Prisonniers du temps de Max-André Rayjean
12. Équipages en péril de Pierre Courcel
13. La Mission d'Eno Granger de Doris Le May și Jean-Louis Le May
14. Plus loin qu'Orion de Maurice Limat
15. La Tache noire de Robert Clauzel
16. La Planète aux oasis de B. R. Bruss
17. Et le dernier humain mourut de Peter Randa
18. La Menace des Moofs de Clark Darlton și Karl-Herbert Scheer
19. Les Prisonniers de Kazor de F. Richard-Bessière
20. La Planète maudite de Paul Béra
21. Le Disque rayé de Kurt Steiner
22. Le Triangle de la mort de Jimmy Guieu
23. Les Grognards d'Eridan de Pierre Barbet
24. Ysée-A de Louis Thirion
25. Le Rendez-vous aux 300 000 de Georges Murcie
26. Une si belle planète de B. R. Bruss
27. Les Cosmatelots de Lupus de Maurice Limat
28. Retour au néant de Max-André Rayjean
29. La Trêve du sacre de Peter Randa
30. La Planète piégée de Clark Darlton și Karl-Herbert Scheer
31. Aux frontières de l'impossible de Robert Clauzel
32. L'Agonie de la Voie lactée de Pierre Barbet
33. Irimanthe de Doris Le May și Jean-Louis Le May
34. Base "Djéos" de Max-André Rayjean
35. Quatre "diables" au paradis de F. Richard-Bessière
36. Plan catapulte de Jimmy Guieu
37. L'Univers des Torgaux de Peter Randa
38. Et la comète passa de Maurice Limat

#### 1971
1. Vengeance en symbiose de Gérard Marcy
2. Les Êtres de lumière de Paul Béra
3. Les Montagnes mouvantes de Doris Le May și Jean-Louis Le May
4. Les Méduses de Moofar de Clark Darlton și Karl-Herbert Scheer
5. Les Conquistadores d'Andromède de Pierre Barbet
6. Les Orgues de Satan de Jimmy Guieu
7. Les Harnils de B. R. Bruss
8. Le Cycle du recommencement de Peter Randa
9. La Puissance de l'ordre de Georges Murcie
10. La Seconde vie de Max-André Rayjean
11. La Guerre des Gruulls de Alphonse Brutsche
12. Un astronef nommé Péril de Maurice Limat
13. Bases d'invasion de Pierre Courcel
14. L'Horreur tombée du ciel de Robert Clauzel
15. Sterga la noire de Louis Thirion
16. Le Rideau de brume de André Caroff
17. Terre d'arriérés de Paul Béra
18. La Voix qui venait d'ailleurs de Jimmy Guieu
19. Le Dépositaire de Thana de Peter Randa
20. Concerto pour l'inconnu (opus 71) de F. Richard-Bessière
21. Les Landes d'Achernar de Doris Le May și Jean-Louis Le May
22. Le Transmetteur de Ganymède de Pierre Barbet
23. Un de la galaxie de Maurice Limat
24. Les Grottes de Gom de Clark Darlton și Karl-Herbert Scheer
25. "Cellule 217" de Max-André Rayjean
26. Les Rescapés du futur de Georges Murcie
27. La Planète qui n'existait pas de Robert Clauzel
28. Les Croisés de Mara de G.-J. Arnaud
29. Le Grand mythe de Jimmy Guieu
30. Azraëc de Virgo de Pierre Barbet
31. Le Grand marginal de B. R. Bruss
32. La Loi d'Algor de F. Richard-Bessière
33. Moissons du futur de Maurice Limat
34. Les Trophées de la cité morte de Doris Le May și Jean-Louis Le May
35. Les Astronefs du pouvoir de Peter Randa
36. Les Psycors de Pââl Zuick de Max-André Rayjean
37. Planète de désolation de Peter Randa
38. A quoi songent les Psyborgs ? de Pierre Barbet
39. La Charnière du temps de Jimmy Guieu
40. Destination épouvante de Robert Clauzel
41. Variations sur une machine de F. Richard-Bessière
42. Motel 113 de Georges Murcie
43. Les Cristaux de Sigel Alpha de Doris Le May și Jean-Louis Le May
44. La Planète aux chimères de Maurice Limat

#### 1972
1. Luhora de B. R. Bruss
2. Escales forcées de Pierre Courcel
3. Adieu, Céred de Jacques Hoven
4. La Guerre des Nosiars de André Caroff
5. "Année 500.000" de Daniel Piret
6. Le Missile hyperspatial de Gérard Marcy
7. Les Immortels de Peter Randa
8. Les Déracinés d'Humania de Dan Dastier
9. L'Empire du Baphomet de Pierre Barbet
10. L'Envoyé d'Alpha de Jan de Fast
11. Enjeu cosmique de Jimmy Guieu
12. Quand le ciel s'embrase de Maurice Limat
13. Espace interdit de Paul Béra
14. Comme il était au commencement... de Robert Clauzel
15. Vacances spatiales de Doris Le May și Jean-Louis Le May
16. Le Vaisseau de l'ailleurs de F. Richard-Bessière
17. La Bataille de Bételgeuse de Clark Darlton și Karl-Herbert Scheer
18. Objectif : la Terre ! de Georges Murcie
19. Les Maîtres de la galaxie de Jimmy Guieu
20. La Septième saison de Pierre Suragne
21. Les Statues vivantes de Max-André Rayjean
22. Les Pêcheurs d'étoiles de Maurice Limat
23. Les Insurgés de Laucor de Pierre Barbet
24. Les Monarques de Bi de G.-J. Arnaud
25. Le Grand cristal de Terk de Peter Randa
26. Les Êtres vagues de B. R. Bruss
27. L'Arbre de cristal de Max-André Rayjean
28. Les Êtres du néant de André Caroff
29. La Planète assassinée de Jan de Fast
30. Les Hydnes de Loriscamp de Doris Le May și Jean-Louis Le May
31. Énergie - 500 de F. Richard-Bessière
32. Race de conquérants de Paul Béra
33. Le Monde de l'incréé de Robert Clauzel
34. Mal Iergo le dernier de Pierre Suragne
35. Le Tunnelumière de Georges Murcie
36. Les Rescapés du néant de Jimmy Guieu
37. La Loi des ancêtres de Peter Randa
38. La Planète empoisonnée de Pierre Barbet
39. Les Fruits du Métaxylia de Doris Le May și Jean-Louis Le May
40. Les Deux soleils de Canaé de Daniel Piret
41. L'Empereur de métal de Maurice Limat
42. La Galaxie engloutie de Robert Clauzel
43. L'Autre passé de Max-André Rayjean
44. La Planète infernale de André Caroff
45. L'Enfant qui marchait sur le ciel de Pierre Suragne
46. Quand les soleils s'éteignent de F. Richard-Bessière
47. Tremplins d'étoiles de Pierre Barbet
48. Les Secrets d'Hypnoz de Dan Dastier
49. Les Témoins de l'éternité de Peter Randa
50. Les Créateurs d'Ulnar de Doris Le May și Jean-Louis Le May
51. Les Grottes de Phobos de Georges Murcie

#### 1973
1. Robinson du néant de Maurice Limat
2. Lazaret 3 de G.-J. Arnaud
3. Infection focale de Jan de Fast
4. Le Dieu de lumière de Alphonse Brutsche
5. L'Amiral d'Arkonis de Clark Darlton și Karl-Herbert Scheer
6. La Loi du cube de Max-André Rayjean
7. Le Secret d'Ipavar de Louis Thirion
8. La Planète enchantée de Pierre Barbet
9. A l'aube du dernier jour... de Robert Clauzel
10. Le Rendez-vous de Nankino de Peter Randa
11. La Mission effacée de Jimmy Guieu
12. Il était une fois dans l'espace de Jacques Hoven
13. La Nef des dieux de Pierre Suragne
14. L'Empreinte de Shark Ergan de Doris Le May și Jean-Louis Le May
15. Guet-apens sur Zifur de B. R. Bruss
16. Les Possédés de Wolf 359 de Georges Murcie
17. Ceux des ténèbres de André Caroff
18. Les Égarés du temps de Daniel Piret
19. 1973... et la suite de F. Richard-Bessière
20. S.O.S.... ici, nulle part ! de Maurice Limat
21. Bulles d'univers de Paul Béra
22. Messies pour l'avenir de Dan Dastier
23. Les Cathédrales d'espace-temps de Robert Clauzel
24. L'Impossible retour de Jan de Fast
25. Les Marées du temps de Peter Randa
26. Brang de B. R. Bruss
27. Liane de Noldaz de Pierre Barbet
28. Dame Lueen de Doris Le May și Jean-Louis Le May
29. La Révolte de Gerkanol de Max-André Rayjean
30. Mecanic Jungle de Pierre Suragne
31. L'Exilé d'Akros de André Caroff
32. Opération Neptune de Jimmy Guieu
33. Mission au futur antérieur de Georges Murcie
34. Les Replis du temps de Dan Dastier
35. Le Sérum de survie de Clark Darlton și Karl-Herbert Scheer
36. Les Bioniques d'Atria de Pierre Barbet
37. La Terrible expérience de Peter Home de Robert Clauzel
38. L'Étoile du silence de Maurice Limat
39. Les Disques de Biem-Kara de Daniel Piret
40. Génération spontanée de Peter Randa
41. Et puis les loups viendront de Pierre Suragne
42. Les Germes du Chaos de Jimmy Guieu
43. Quatrième mutation de Jan de Fast
44. Arlyada de Georges Murcie
45. Les Trésors de Chrysoréade de Doris Le May și Jean-Louis Le May
46. Le Bâtard d'Orion de Pierre Barbet
47. Les Étoiles meurent aussi… de Robert Clauzel
48. La Planète aux diamants de Dan Dastier
49. Sombre est l'espace de Jacques Hoven
50. Le Spectre du surmutant by Clark Darlton și Karl-Herbert Scheer
51. Le Monde figé de Max-André Rayjean
52. La Jungle de fer de Maurice Limat
53. La Planète perdue de Peter Randa
54. Métrocéan 2031 de Louis Thirion
55. Les Seigneurs de la nuit de F. Richard-Bessière

#### 1974
1. Les Gardiens de l'Almucantar de Doris Le May și Jean-Louis Le May
2. Cancer dans le cosmos de Jan de Fast
3. Vahanara de Georges Murcie
4. Le Maître de Phallaté de Daniel Piret
5. Brebis galeuses de Kurt Steiner
6. La Fantastique énigme de Pentarosa de Robert Clauzel
7. L'Univers des Géons de Pierre Barbet
8. Chevaliers du temps de Louis Thirion
9. Les Tueurs d'âme de Jan de Fast
10. Les Exilés d'Elgir de Clark Darlton și Karl-Herbert Scheer
11. Les Veilleurs de Poséidon de Jimmy Guieu
12. Oméga 5 de Georges Murcie
13. Les Fils de l'Atlantide de Daniel Piret
14. Complot à travers le temps de Peter Randa
15. L'Invasion des invisibles de Clark Darlton și Karl-Herbert Scheer
16. Les Immortels de Céphalia de Dan Dastier
17. Vertige cosmique de Maurice Limat
18. Magiciens galactiques de Pierre Barbet
19. Les Feux de Siris de Max-André Rayjean
20. Yétig de la nef monde de Doris Le May și Jean-Louis Le May
21. Mais si les papillons trichent de Pierre Suragne
22. Le Bagne de Rostos de André Caroff
23. La Mort surgit du néant de Jan de Fast
24. Les Ruches de M.112 de F. Richard-Bessière
25. Le Poids du passé de Clark Darlton și Karl-Herbert Scheer
26. Le Nuage qui vient de la mer de Robert Clauzel
27. L'Exilé de Xantar de Jimmy Guieu
28. Métamorphose de Peter Randa
29. Les Mutants de Pshuuria de Dan Dastier
30. Naître ou ne pas naître de Daniel Piret
31. Les Mercenaires de Rychna de Pierre Barbet
32. Planète polluée de Paul Béra
33. Stellan de Doris Le May și Jean-Louis Le May
34. Le Dieu truqué de Pierre Suragne
35. La Citadelle cachée de Clark Darlton și Karl-Herbert Scheer
36. Les Intemporels de Jacques Hoven
37. De l'autre côté de l'atome de Georges Murcie
38. Le Secret des Cyborgs de Max-André Rayjean
39. Le Maître du temps de Jimmy Guieu
40. Le Temps cyclothymique de Alphonse Brutsche
41. Les Sept cryptes d'hibernation de Peter Randa
42. Ballade pour presque un homme de Pierre Suragne
43. La Drogue des étoiles de Jan de Fast
44. L'Iceberg rouge de Maurice Limat
45. Les Sources de l'infini de F. Richard-Bessière
46. Quand les deux soleils se coucheront de Jan de Fast
47. Croisade stellaire de Pierre Barbet
48. Projet Apocalypse de Georges Murcie
49. Ahouvati le Kobek de Daniel Piret
50. Les Traquenards du temps de Clark Darlton și Karl-Herbert Scheer
51. L'Espace d'un éclair de Maurice Limat
52. Plate-forme Epsilon de Robert Clauzel
53. Le Grand retour de Max-André Rayjean
54. Les Massacres du commencement de Peter Randa
55. Quand la machine s'emmêle de F. Richard-Bessière

#### 1975
1. Manipulations psi de Jimmy Guieu
2. La Planète aux deux soleils de Gabriel Jan
3. Le Grand passage de Daniel Piret
4. Un pilote a disparu de Doris Le May și Jean-Louis Le May
5. Penelcoto de B. R. Bruss
6. Sécession à Procyon de Jan de Fast
7. Barrière vivante de Max-André Rayjean
8. Le Bagne d'Edenia de Jean-Pierre Garen
9. La Folie du capitaine Sangor de Georges Murcie
10. Délos a disparu de Clark Darlton și Karl-Herbert Scheer
11. Le Vieux et son implant de Paul Béra
12. Les Portes du monde alpha de Dan Dastier
13. La Barrière du grand isolement de Peter Randa
14. La Révolte des Logars de Yann Menez
15. Les Hordes de Céphée de Jan de Fast
16. Les Pièges de Koondra de Jimmy Guieu
17. Opération désespoir de Georges Murcie
18. Échec à la raison de Doris Le May și Jean-Louis Le May
19. Les Sub-terrestres de Maurice Limat
20. L'Agonie d'Atlantis de Clark Darlton și Karl-Herbert Scheer
21. La Saga des étoiles de Jan de Fast
22. Le Tell de la puissance de Daniel Piret
23. Les Résidus du temps de Peter Randa
24. L'Astronef rouge de Max-André Rayjean
25. La Moisson de Myrtha VII de Clark Darlton și Karl-Herbert Scheer
26. Et la nuit garda son secret de Robert Clauzel
27. La Nymphe de l'espace de Pierre Barbet
28. Les Fugitifs de Zwolna de Jimmy Guieu
29. Claine et les Solandres de Doris Le May și Jean-Louis Le May
30. Où finissent les étoiles ? de Maurice Limat
31. Les Naufragés du temps de Georges Murcie
32. Dans la gueule du Vortex de Jan de Fast
33. Pandémoniopolis de Gabriel Jan
34. Le Onzième satellite de Daniel Piret
35. Les Soleils de Siamed de Clark Darlton și Karl-Herbert Scheer
36. La Brigade du grand sauvetage de Peter Randa
37. Le Salut de l'empire Shekara de Jan de Fast
38. Princesse des étoiles de Robert Clauzel
39. La Nuit des Morphos de Dominique Rocher
40. Les Hybrides de Michina de Georges Murcie
41. Les Egrégores de Daniel Piret
42. Les Krolls de Vorlna de Jimmy Guieu
43. Maelström de Kjor de Maurice Limat
44. Les Zwüls de Réhan de Gabriel Jan
45. Le Rescapé de la Terre de Paul-Jean Hérault
46. Ségrégaria de Max-André Rayjean
47. La Vénus de l'Himménadrock de Jacques Hoven
48. Tourbillon temporel de Jan de Fast
49. Vendredi, by exemple... de Pierre Suragne
50. Les Portes du futur de F. Richard-Bessière
51. Zarnia, dimension folie de Dan Dastier
52. L'Enjeu galactique de Peter Randa
53. Il est minuit à l'univers de Maurice Limat
54. Et la nuit fut... de F. Richard-Bessière
55. L'Errant de l'éternité de Clark Darlton și Karl-Herbert Scheer

#### 1976
1. Sakkara de Daniel Piret
2. Orage magnétique de Jean-Pierre Garen
3. L'Homme de lumière de Georges Murcie
4. Nurnah aux temples d'or de Jan de Fast
5. La Revanche du régent de Clark Darlton și Karl-Herbert Scheer
6. Le Bouclier de Boongoha de Jimmy Guieu
7. Orbite d'attente de Vincent Gallaix
8. Les Walkyries des Pléiades de Jan de Fast
9. La Nuit est morte de Paul Béra
10. Les Survivants de Miderabi de Daniel Piret
11. Les Géants de Komor de Max-André Rayjean
12. Une porte sur ailleurs de Jan de Fast
13. Les Bâtisseurs du monde de Paul-Jean Hérault
14. Ce monde qui n'est plus nôtre de Doris Le May și Jean-Louis Le May
15. Patrouilleur du néant de Pierre Barbet
16. La Lumière d'ombre de Maurice Limat
17. La Stase achronique de Jimmy Guieu
18. Zoomby de Vincent Gallaix
19. La Chair des Vohuz de Gabriel Jan
20. Vae Victis ! de Daniel Piret
21. Mâa de Georges Murcie
22. Les Damnés de l'espace de Jean-Pierre Garen
23. Périls sur la galaxie de Peter Randa
24. La Loi galactique de Jan de Fast
25. Recrues pour le régent de Clark Darlton și Karl-Herbert Scheer
26. La Dernière mort de Daniel Piret
27. Transit pour l'infini de Christian Mantey
28. Plus jamais le "France" de Doris Le May și Jean-Louis Le May
29. La Colonie perdue de Jimmy Guieu
30. Par le temps qui court... de Jan de Fast
31. Astres enchaînés de Maurice Limat
32. Un jour, l'oubli ... de Georges Murcie
33. L'Éternité moins une… de Peter Randa
34. Le Feu de Klo-Ora de Dan Dastier
35. Énigme aux confins de Doris Le May și Jean-Louis Le May
36. Les Hommes marqués de Gilles Thomas
37. Les Tziganes du Triangle austral de Jan de Fast
38. Le Rescapé du Gaurisankar de Daniel Piret
39. Terreur sur Izaad de Gabriel Jan
40. Comme un liseron de Paul Béra
41. L'Autoroute sauvage de Gilles Thomas
42. Le Prix du pouvoir de Clark Darlton și Karl-Herbert Scheer
43. La Terre, échec et mat de Robert Clauzel
44. L'Ophrys et les Protistes de Doris Le May și Jean-Louis Le May
45. Les Assaillants de Peter Randa
46. Attaque parallèle de Jean-Pierre Garen
47. S.O.S. Andromède de Jan de Fast
48. Les Incréés de Maurice Limat
49. Pas même un dieu de Jean Mazarin
50. L'An 22704 des Wans de Gabriel Jan
51. L'Être polyvalent de Georges Murcie
52. Les Germes de l'infini de Max-André Rayjean
53. Le Manuscrit de Daniel Piret
54. Black planet de Christian Mantey
55. Ambassade galactique de Pierre Barbet
56. Elteor de Peter Randa
57. Miroirs d'univers de Maurice Limat
58. Il était une voile parmi les étoiles de Doris Le May și Jean-Louis Le May
59. La Planète suppliciée de Robert Clauzel
60. Sogol de Daniel Piret
61. La Déroute des Droufs de Clark Darlton și Karl-Herbert Scheer

#### 1977
1. Le Cylindre d'épouvante de Robert Clauzel
2. La Planète des normes de Jan de Fast
3. La Révolte de Zarmou de Georges Murcie
4. Enfants d'univers de Gabriel Jan
5. La Croix des décastés de Gilles Thomas
6. Cap sur la Terre de Maurice Limat
7. Le Général des Galaxies de Jean Mazarin
8. Un pas de trop vers les étoiles de Jan de Fast
9. Démonia, planète maudite de Piet Legay
10. La Mort en billes de Gilles Thomas
11. Déjà presque la fin de F. Richard-Bessière
12. Rhodan renie Rhodan de Clark Darlton și Karl-Herbert Scheer
13. Les Brumes du Sagittaire de Frank Dartal
14. La Planète folle de Paul-Jean Hérault
15. L'Étoile Regatonne de Doris Le May și Jean-Louis Le May
16. Les Irréels de Max-André Rayjean
17. La Lumière de Thot de Jimmy Guieu
18. L'Immortel et les invisibles de Clark Darlton și Karl-Herbert Scheer
19. Xurantar de Daniel Piret
20. Involution interdite de Jan de Fast
21. Le Non-être de Georges Murcie
22. Le Ciel sous la Terre de Robert Clauzel
23. Défi dans l'uniformité de Doris Le May și Jean-Louis Le May
24. Maloa de Gabriel Jan
25. Les Arches de Noé de Peter Randa
26. Quand elles viendront de Chris Burger
27. Les Diablesses de Qiwâm de Maurice Limat
28. Un fils pour la lignée de Jean Mazarin
29. Mondes en dérive de Jan de Fast
30. Les Métamorphes de Moluk de Clark Darlton și Karl-Herbert Scheer
31. Pari-Egar de Georges Murcie
32. Le Secret des initiés de Jean-Pierre Garen
33. Le Sursis d'Hypnos de Piet Legay
34. Les Métamorphosés de Spalla de Max-André Rayjean
35. La Cité au bout de l'espace de Pierre Suragne
36. Commando HC - 9 de Karl-Herbert Scheer
37. Les Couloirs de translation de Peter Randa
38. L'Oeuf d'antimatière de Robert Clauzel
39. Les Robots de Xaar de Gabriel Jan
40. Les Légions de Bartzouk de Jimmy Guieu
41. La Tour des nuages de Maurice Limat
42. La Mort des dieux de Daniel Piret
43. Au-delà des trouées noires de Dan Dastier
44. Le Temps des autres de Chris Burger
45. Les Neuf dieux de l'espace de Frank Dartal
46. Les Esclaves de Thô de Jan de Fast
47. Cette machine est folle de F. Richard-Bessière
48. L'Arche des aïeux de Clark Darlton și Karl-Herbert Scheer
49. Dal'nim de Doris Le May și Jean-Louis Le May
50. La Courte éternité d'Hervé Girard de Georges Murcie
51. L'Île des Bahalim de Daniel Piret
52. Opération Epsilon de Jean-Pierre Garen
53. Le Piège de lumière de Max-André Rayjean
54. L'Élément 120 de Karl-Herbert Scheer
55. Un monde de chiens de Jean Mazarin
56. Les Ratés de Gilles Thomas
57. Le Cycle des Algoans de Peter Randa
58. Nuit d'émeute de Paul Béra
59. Mortels horizons de Maurice Limat
60. Alerte aux Antis de Clark Darlton și Karl-Herbert Scheer
61. Seules les étoiles meurent de Jan de Fast
62. Inu Shivan, dame de Shtar de Doris Le May și Jean-Louis Le May
63. Les Dévoreurs d'âmes de Daniel Piret
64. Les Maîtres de Gorka de Dan Dastier
65. Les Naufragés de l'invisible de Robert Clauzel
66. L'Affaire Pégasus de Karl-Herbert Scheer

#### 1978
1. Les Sphères de l'oubli de Piet Legay
2. Concentration 44 de Gabriel Jan
3. Les Seigneurs de Kalaâr de Frank Dartal
4. Les Voies d'Almagiel de Gilles Thomas
5. Electronic man de André Caroff
6. Le Caboteur cosmique de Clark Darlton și Karl-Herbert Scheer
7. Commandos sur commande de Pierre Barbet
8. Hier est né demain de Jan de Fast
9. Principe Omicron de Maurice Limat
10. Marga de Georges Murcie
11. Les Vengeurs de Zylea de Dan Dastier
12. C.C. 5 top secret de Karl-Herbert Scheer
13. La Légende des niveaux fermés de Gilles Thomas
14. Jar-qui-tue de Paul Béra
15. L'Homme venu des étoiles de Peter Randa
16. Mémoire génétique de Jean-Pierre Garen
17. Quelques lingots d'iridium de Doris Le May și Jean-Louis Le May
18. La Flotte fantôme de Clark Darlton și Karl-Herbert Scheer
19. La Onzième dimension de Max-André Rayjean
20. L'Ancêtre d'Irskaa de Daniel Piret
21. La Forêt hurlante de Gabriel Jan
22. Rhésus Y-2 de André Caroff
23. Les Yeux de l'épouvante de Jimmy Guieu
24. L'Homme qui vécut deux fois de F. Richard-Bessière
25. Le Livre d'Éon de Frank Dartal
26. Le Prince de métal de Robert Clauzel
27. L'Homme qui partit pour les étoiles de Peter Randa
28. L'Ongle de l'inconnu de Paul Béra
29. Les Fontaines du ciel de Maurice Limat
30. Les Forçats de l'Antarctique de Karl-Herbert Scheer
31. Les Pétrifiés d'Altaïr de Piet Legay
32. Pas de berceau pour les Ushas de Jan de Fast
33. Interférence de Daniel Piret
34. La Mémoire du futur de Georges Murcie
35. La Louve de Thar-Gha de Dan Dastier
36. Les Cerveaux morts de Karl-Herbert Scheer
37. L'Univers fêlé de Jean Mazarin
38. Sanctuaire 1 de Peter Randa
39. La Chaîne des Symbios de Max-André Rayjean
40. Les Maîtres verts de Gabriel Jan
41. Le Plan de clivage de Jan de Fast
42. Combats sous les cratères de Karl-Herbert Scheer
43. Odyssée galactique de Pierre Barbet
44. Les Combattants de Serkos de André Caroff
45. L'Ange aux ailes de lumière de Gilles Thomas
46. Les Jeux de Nora et du hasard de Jan de Fast
47. Le Secret des secrets de Robert Clauzel
48. Opération soleil levant de Karl-Herbert Scheer
49. La Porte des enfers de Jacques Hoven
50. Le Navire-planète de Daniel Piret
51. Obsession Terzium 13 de Dan Dastier
52. Anastasis de Peter Randa
53. Véga IV de Piet Legay
54. Le Barrage bleu de Clark Darlton și Karl-Herbert Scheer
55. L'Hypothèse tétracérat de Doris Le May și Jean-Louis Le May
56. Les Séquestrés de Kappa de Dan Dastier
57. Reviens, Quémalta de Gabriel Jan
58. Là-bas de Georges Murcie
59. Génération Alpha de Max-André Rayjean
60. Pouvoirs illimités de Karl-Herbert Scheer
61. L'Épaisse fourrure des quadricornes de Doris Le May și Jean-Louis Le May
62. Les Pléïades d'Artani de Peter Randa
63. Le Soleil des Arians de Dan Dastier
64. La Cloche de brume de Maurice Limat
65. Le Piège de l'oubli de Jan de Fast
66. Les Passagers du temps de Piet Legay

#### 1979
1. Hors contrôle de Paul-Jean Hérault
2. Les Maîtres de la matière de Max-André Rayjean
3. Les Roches aux cent visages de Frank Dartal
4. N'approchez pas de Karl-Herbert Scheer
5. Le Fils de l'étoile de Jan de Fast
6. Ceux d'ailleurs de Paul Béra
7. Aux confins de l'empire Viédi de Jan de Fast
8. Libérez l'homme ! de Jean Mazarin
9. Tout va très bien, Madame la machine de F. Richard-Bessière
10. Mission sur Mira de Jean-Pierre Garen
11. Facultés inconnues de Karl-Herbert Scheer
12. Impalpable Vénus de Gabriel Jan
13. L'Ordre établi de Christopher Stork
14. Comme un orgue d'enfer... de Robert Clauzel
15. Les Androïdes meurent aussi de Dan Dastier
16. L'Île brûlée de Gilles Thomas
17. L'Exilé de l'infini de Piet Legay
18. Le Désert des décharnés de Clark Darlton și Karl-Herbert Scheer
19. Dô, coeur de soleil de Maurice Limat
20. Palowstown de Jean-Christian Bergman
21. L'Ombre dans la vallée de Jean-Louis Le May
22. La Peste sauvage de Peter Randa
23. Triplix de Jacques Hoven
24. Le Règne du serpent de Frank Dartal
25. Le Talef d'Alkoria de Dan Dastier
26. L'Homme Alphoméga de Gabriel Jan
27. Projet phoenix de Piet Legay
28. Plus belle sera l'aurore de Jan de Fast
29. Les Bagnards d'Alboral de Peter Randa
30. Le Virus mystérieux de Karl-Herbert Scheer
31. Les Singes d'Ulgor de Max-André Rayjean
32. Enjeu : le Monde de Christopher Stork
33. La Cité où le soleil n'entrait jamais de Jan de Fast
34. D'un lieu lointain nommé Soltrois de Gilles Thomas
35. Marée noire sur Altéa de Paul Béra
36. Les Roues de feu de Karl-Herbert Scheer
37. Les Ilotes d'en-bas de Peter Randa
38. Trafic stellaire de Pierre Barbet
39. 37 minutes pour survivre de Paul-Jean Hérault
40. Le Viaduc perdu de Jean-Louis Le May
41. Facteur vie de Gilles Morris
42. Sous le signe de la Grande Ourse de Karl-Herbert Scheer
43. Branle-bas d'invasion de Peter Randa
44. Dormir ? Rêver peut-être de Christopher Stork
45. Aux quatre vents de l'univers de Frank Dartal
46. Les Cités d'Apocalypse de Jean Mazarin
47. Hiéroush, la planète promise de Jimmy Guieu
48. Le Mutant d'Hiroshima de Karl-Herbert Scheer
49. Naïa de Zomkaa de Dan Dastier
50. Un passe-temps de Kurt Steiner
51. Les Îles de la Lune de Michel Jeury
52. La Flamme des cités perdues de Robert Clauzel
53. N'Ooma de Daniel Piret
54. Offensive Minotaure de Karl-Herbert Scheer
55. La Jungle de pierre de Gilles Thomas
56. Les Sphères attaquent de André Caroff
57. Oasis de l'espace de Pierre Barbet
58. Homme, sweet homme de Jean-Christian Bergman
59. Les Lois de l'Orga de Adam Saint-Moore
60. Safari pour un virus de Jean-Louis Le May
61. Et les hommes voulurent mourir de Dan Dastier
62. Bactéries 3000 de André Caroff
63. Venu de l'infini de Peter Randa
64. Le Verbe et la pensée de Jean-Louis Le May
65. ...Ou que la vie renaisse de Gilles Morris
66. Achetez Dieu ! de Christopher Stork

### Anii 1980

#### 1980
1. Le Maître des cerveaux de Piet Legay
2. Rod, combattant du futur de André Caroff
3. Une autre éternité de Dan Dastier
4. Les Quatre vents de l'éternité de F. Richard-Bessière
5. Les Manipulateurs de Paul Béra
6. Opération Okal de Clark Darlton și Karl-Herbert Scheer
7. L'Ultimatum des treize jours de Jan de Fast
8. Robinson du Cosmos de Jacques Hoven
9. Tétras de Georges Murcie
10. Virgules téléguidées de Pierre Suragne
11. Moi, le feu de Maurice Limat
12. Planète des Anges de Gabriel Jan
13. Escale à Hango de Peter Randa
14. Rod, menace sur Oxima de André Caroff
15. Transfert Psi ! de Piet Legay
16. L'Alizé Pargélide de Jean-Louis Le May
17. La Terre est une légende de Frank Dartal
18. Greffe-moi l'amour ! de Jean Mazarin
19. Techniques de survie de Gilles Morris
20. Les Jours de la montagne bleue de Adam Saint-Moore
21. La Horde infâme de Paul Béra
22. La Clé du Mandala de Jimmy Guieu
23. Strontium 90 de Daniel Piret
24. Dingue de planète de Gabriel Jan
25. Les Sphères de Penta de Dan Dastier
26. Terra-Park de Christopher Stork
27. 3087 de Adam Saint-Moore
28. Untel, sa vie, son oeuvre de Gilles Morris
29. Heyoka Wakan de Jean-Louis Le May
30. Demandez le programme ! de Yann Menez
31. Horlemonde de Gilles Thomas
32. Les Écumeurs du silence de Michel Jeury
33. Apocalypse snow de Jean-Christian Bergman
34. Périple galactique de Pierre Barbet
35. Contre-offensive Copernicus de Karl-Herbert Scheer
36. Les Intemporels de Dan Dastier
37. La Compagnie des Glaces de G.-J. Arnaud
38. Chez Temporel de Louis Thirion
39. Dérapages de Pierre Suragne
40. Le Zénith... et après ? de Maurice Limat
41. L'Usage de l'ascenseur est interdit aux enfants de moins de quatorze ans non accompagnés de Christopher Stork
42. Les Malvivants de Gilles Morris
43. Le Sombre éclat de Michel Jeury
44. Groupe Géo de Max-André Rayjean
45. Chak de Palar de Paul-Jean Hérault
46. Civilisations galactiques-Providence de Frank Dartal
47. Vive les surhommes ! de Jean Mazarin
48. L'Homme aux deux visages de Clark Darlton și Karl-Herbert Scheer
49. Nous irons à Kalponéa de Paul Béra
50. Ballade pour un glandu de Yann Menez
51. Le Défi génétique de Piet Legay
52. La Vie en doses de Gilles Morris
53. La Porte des serpents de Gilles Thomas
54. La Mémoire de l'archipel de Adam Saint-Moore
55. Deux souris pour un Concorde de Jean-Louis Le May
56. Centre d'Intendance Godapol de Karl-Herbert Scheer
57. Stade zéro de Dan Dastier
58. La Dernière bataille de l'espace de Jan de Fast
59. Survivance de Budy Matieson
60. Rêves en synthèse de Gabriel Jan
61. Les Vivants, les morts et les autres de Gilles Morris
62. Programmation impossible de Karl-Herbert Scheer
63. Les Dieux oubliés de Clark Darlton și Karl-Herbert Scheer
64. Il y a un temps fou... de Christopher Stork
65. L'Ultime test de Piet Legay
66. Rod, patrouille de l'espace de André Caroff
67. Le Maréchal rebelle de Pierre Barbet
68. Q.I. de Paul Béra
69. Intendance martienne Alpha VI de Karl-Herbert Scheer
70. Vecteur Dieu de Gilles Morris
71. Le Proscrit de Delta de Maurice Limat
72. Quand la machine fait "boum" de F. Richard-Bessière
73. Soucoupes violentes de Gilles Morris
74. Le Seigneur de l'histoire de Michel Jeury
75. Rod, Vacuum 02 de André Caroff
76. Mission secrète "œil géant" de Karl-Herbert Scheer
77. L'Aventure akonide de Clark Darlton și Karl-Herbert Scheer

#### 1981
1. Le Sanctuaire des Glaces de G.-J. Arnaud
2. L'Étrange maléfice de Piet Legay
3. La Fresque de Paul-Jean Hérault
4. Demain les rats de Christopher Stork
5. Tamkan le paladin de Gabriel Jan
6. Le Dieu endormi de Karl-Herbert Scheer
7. Mannes éphémères de Clark Darlton și Karl-Herbert Scheer
8. La Guerre des Lovies de Gilles Morris
9. La Métamorphose des Shaftes de Dan Dastier
10. La Légende future de Maurice Limat
11. Obsession temporelle de Piet Legay
12. La Vingt-sixième réincarnation de Adam Saint-Moore
13. Le Test de l'aigle rouge de Karl-Herbert Scheer
14. Le Secret des pierres radieuses de Jan de Fast
15. Les Fusils d'Ekaistos de Philippe Randa
16. Les Derniers anges de Christopher Stork
17. Déchéa de Max-André Rayjean
18. Les Plasmoïdes au pouvoir ? de Gilles Morris
19. Le Peuple des Glaces de G.-J. Arnaud
20. Étoile sur Mentha de Gabriel Jan
21. Alerte à l'hypnose de Karl-Herbert Scheer
22. Changez de bocal de Paul Béra
23. Capitaine Pluton de Jean-Pierre Garen
24. Le Mystère Varga de Piet Legay
25. La Sainte Espagne programmée de Michel Jeury
26. Une morsure de feu de Maurice Limat
27. Complots arkonides by Clark Darlton și Karl-Herbert Scheer
28. Coefficient de sécurité : trois de Karl-Herbert Scheer
29. L'Expérience du grand cataclysme de Philippe Randa
30. Les Volcans de Mars de Jean-Louis Le May
31. Échec aux Ro'has de Piet Legay
32. Un drahl va naître by Gabriel Jan
33. Un monde impossible de Gilles Morris
34. Cités des Astéroïdes de Pierre Barbet
35. S.O.S. Sibérie de Karl-Herbert Scheer
36. Les Dieux maudits d'Alphéa de Dan Dastier
37. Vatican 2000 de Christopher Stork
38. Le Réveil des dieux de Philippe Randa
39. Notre chair disparue de Gilles Morris
40. Les Chasseurs des Glaces de G.-J. Arnaud
41. La Traque d'été de Adam Saint-Moore
42. Jaïral de Max-André Rayjean
43. Le Palais du roi Phédon de Philippe Randa
44. La Révolte des grands cerveaux de Karl-Herbert Scheer
45. Pas de passeport pour Anésia de Jan de Fast
46. La Nuit solaire de Maurice Limat
47. Les Non-humains de Jacques Hoven
48. Opération Dernière Chance de Clark Darlton și Karl-Herbert Scheer
49. La Révolte des boudragues de Jean-Louis Le May
50. ...ou que la mort triomphe ! de Gilles Morris
51. Angel félina de Joël Houssin
52. Mais l'espace... mais le temps... de Daniel Walther
53. Avant-poste de Jean Mazarin
54. Les Hommes-processeurs de Michel Jeury
55. Le Bon Larron de Christopher Stork
56. Titcht de Christian Mantey
57. Les Petites femmes vertes de Christopher Stork
58. Planète-Suicide de Gilles Morris
59. L'Enfant de Xéna de Dan Dastier
60. Le Troubadour de minuit de Maurice Limat
61. Le Monde noir de Max-André Rayjean
62. Les Psychos de Logir de Pierre Barbet
63. Rencontres extragalactiques de Clark Darlton și Karl-Herbert Scheer
64. Mission sur terre de Philippe Randa
65. Sheena de Gabriel Jan
66. En une éternité ... de Jean Mazarin
67. L'Enfant des glaces de G.-J. Arnaud
68. Un autre monde de André Caroff
69. Le Pronostiqueur de Joël Houssin
70. Lacunes dans l'espace de Jean-Louis Le May
71. La Femme invisible de Christopher Stork
72. Une secte comme beaucoup d'autres de Gilles Morris
73. Le Règne d'Astakla de Dan Dastier
74. Il fera si bon mourir ... de Jan de Fast
75. Au nom de l'espèce de Piet Legay
76. Sloma de l'Abianta de Daniel Piret
77. N'aboyez pas trop fort, Mr. Brenton de F. Richard-Bessière

#### 1982
1. L'Enjeu lunaire de Karl-Herbert Scheer
2. Les Otages des Glaces de G.-J. Arnaud
3. Captif du temps de André Caroff
4. Les Renégats d'Ixa de Maurice Limat
5. Les Envoyés de Mega de Daniel Piret
6. Message de Bâl 188 de Frank Dartal
7. Fallait-il tuer Dieu ? de Gilles Morris
8. Le Gnome halluciné de G.-J. Arnaud
9. Nadar de Gabriel Jan
10. Baroud sur Bolkar de Philippe Randa
11. Sept soleils dans la Licorne de Jean-Louis Le May
12. Le Champion des mondes de Joël Houssin
13. Le Cocon-Psi de Karl-Herbert Scheer
14. La Mort de Mecanica de Clark Darlton și Karl-Herbert Scheer
15. Examen de passage de Gilles Morris
16. L'An II de la mafia de Christopher Stork
17. Cités interstellaires de Pierre Barbet
18. Le Livre de Swa de Daniel Walther
19. La Planète du jugement de Michel Jeury
20. Le Secret d'Irgoun de Dan Dastier
21. Shea de Budy Matieson
22. Les Survivants de l'Au-delà de F. Richard-Bessière
23. Cosmodrame de Gilles Morris
24. Hypothèse "gamma" de Piet Legay
25. La Compagnie de la Banquise de G.-J. Arnaud
26. Prométhée de Daniel Piret
27. Tu vivras, Céréluna de Gabriel Jan
28. Haute-Ville de Jean Mazarin
29. Coup dur sur Deneb de Maurice Limat
30. Blue de Joël Houssin
31. L'Ère des Bionites de Dan Dastier
32. La Planète Noire de Lothar de Philippe Randa
33. Métal en fusion de André Caroff
34. L'Oiseau de Mars de Karl-Herbert Scheer
35. Le Captif du futur de Clark Darlton și Karl-Herbert Scheer
36. Un monde si noir de Piet Legay
37. La Vie, la mort confondues... de Gilles Morris
38. Survivants de l'apocalypse de Pierre Barbet
39. Le Voyage de Baktur de Gabriel Jan
40. Tout le pouvoir aux étoiles de Christopher Stork
41. Les Conjurés de Shargol de Philippe Randa
42. La Bataille de Panotol de Clark Darlton și Karl-Herbert Scheer
43. Le Réseau de Patagonie de G.-J. Arnaud
44. Le Destin de Swa de Daniel Walther
45. L'Hérésiarque de Adam Saint-Moore
46. Masques de Clown de Joël Houssin
47. Terreur psy de André Caroff
48. Ald'haï de Jean-Louis Le May
49. Les Glaces du temps de Frank Dartal
50. Les Esclaves de Xicor de Maurice Limat
51. Un pour tous... tous pourris ! de Gilles Morris
52. L'Horrible découverte du Dr Coffin de Robert Clauzel
53. Le Dernier des Zwors de Jean-Pierre Garen
54. Elle s'appelait Loan de Piet Legay
55. L'Empereur d'Éridan de Pierre Barbet
56. Arbitrage martien de Karl-Herbert Scheer
57. Nausicaa de Jean Mazarin
58. La Machine maîtresse de Christopher Stork
59. Folle meffa de Philippe Randa
60. Une odeur de sainteté de Gilles Morris
61. Le Piège des sables de André Caroff
62. Livradoch le Fou de Jean-Louis Le May
63. L'Ordre des vigiles de Max-André Rayjean
64. Les Astres noirs de Clark Darlton și Karl-Herbert Scheer
65. Une peau si... bleue ! de Piet Legay
66. Les Voiliers du rail de G.-J. Arnaud
67. Goer-le-renard de Michel Jeury
68. Le Répertoire des époques de cette galaxie et de quelques autres de Louis Thirion
69. Les Mangeurs de murailles de Serge Brussolo
70. Le Mécaniquosmos de Maurice Limat
71. Lilith de Joël Houssin
72. Dis, qu'as-tu fait, toi que voilà ... de Christopher Stork
73. Les Écologistes de combat de Philippe Randa
74. ... Et le Paradis en plus ! de Gilles Morris
75. Les Héritiers d'Antinéa de Dan Dastier
76. A l'image du dragon de Serge Brussolo
77. Les Cages de Beltem de Gilles Thomas
78. La Bataille des dieux de J. Stuntman

#### 1983
1. L'Effet Halstead de Christian Mantey
2. Planeta non grata de Michel Honaker
3. Brigade de mort de Gabriel Jan
4. Perpetuum... de Piet Legay
5. Et un temps pour mourir de Frank Dartal
6. Les Fous du soleil de G.-J. Arnaud
7. Les Charognards de S'nien de Pierre Barbet
8. Génération Clash de Gilles Morris
9. La 666e planète de Daniel Piret
10. La Légende de Swa de Daniel Walther
11. L'Oiseau dans le ciment de André Caroff
12. Expérimentation Alpha de Louis Thirion
13. Les Jardins de Xantha de Gabriel Jan
14. Les Tours divines de Michel Jeury
15. Network-Cancer de G.-J. Arnaud
16. La Frontière indécise de Gilles Morris
17. L'Ombre du tueur de Paul Béra
18. Les Presque dieux de Maurice Limat
19. Génie génétique de Jean-Pierre Garen
20. Anticorps 107 de Piet Legay
21. Médiation protoplasmique de Clark Darlton și Karl-Herbert Scheer
22. Avant les déluges de F. Richard-Bessière
23. Le Chasseur de Joël Houssin
24. La Grande prêtresse de Yashtar de Gabriel Jan
25. La Quatrième personne du pluriel de Christopher Stork
26. Les Prophètes de l'apocalypse de Jean Mazarin
27. Wildlife connection de Christian Mantey
28. Opération surprise de Clark Darlton și Karl-Herbert Scheer
29. Trop pour un seul homme de Gilles Morris
30. L'Article de la mort de Christopher Stork
31. Ce cœur dans la glace... de Piet Legay
32. Station-Fantôme de G.-J. Arnaud
33. Le Puzzle de chair de Serge Brussolo
34. Dérive sur Kimelunga de Jean-Louis Le May
35. Embuscade sur Ornella de Daniel Walther
36. Après les déluges de F. Richard-Bessière
37. La Dernière syllabe du temps de Christopher Stork
38. Intervention Flash de Gilles Morris
39. Comme un vol de chimères de Maurice Limat
40. Aléas à travers le temps de Philippe Randa
41. Les Fils de Prométhée de Daniel Piret
42. Prisonnier du plasma de Clark Darlton și Karl-Herbert Scheer
43. City de Joël Houssin
44. Les Cendres de la nuit de Robert Clauzel
45. Élimination de André Caroff
46. Mon pote, le Martien... de Philippe Randa
47. Quand le temps soufflera de Michel Jeury
48. Shan-Aya de Dan Dastier
49. Dimension quatre ! (La loi du temps) de Piet Legay
50. Un peu... beaucoup... à la folie de Christopher Stork
51. Un peu de vin d'antan de Jean-Louis Le May
52. Les Semeurs d'abîmes de Serge Brussolo
53. Ordinator-Labyrinthus de André Caroff
54. Évolution Crash de Gilles Morris
55. Le Grand oiseau des galaxies de Maurice Limat
56. Un bonheur qui dérape de Jean Mazarin
57. Les Hommes-Jonas de G.-J. Arnaud
58. Simulations de André Caroff
59. Territoire de fièvre de Serge Brussolo
60. Game Over de Joël Houssin
61. Alpha-Park de Max-André Rayjean
62. Rome doit être détruite de Pierre Barbet
63. Le Monde-aux-Cent-Soleils de Clark Darlton și Karl-Herbert Scheer
64. Le XXIe siècle n'aura pas lieu de Christopher Stork
65. Les Lutteurs immobiles de Serge Brussolo
66. Secteur Diable de Gilles Morris
67. La Cité de l'éternelle nuit de Robert Clauzel
68. Vers l'âge d'or de Michel Jeury
69. À la découverte du Graal de F. Richard-Bessière
70. Apollo XXV de Daniel Walther
71. Mais n'anticipons pas... de Christopher Stork
72. La Démone de Karastan de Philippe Randa
73. Voyeur de Joël Houssin
74. L'Œil éCarlate de Maurice Limat
75. Terminus Amertume de G.-J. Arnaud
76. Un jeu parmi tant d'autres de Gabriel Jan
77. Kamikazement vôtres de Gilles Morris

#### 1984
1. L'Histoire détournée de Jean Mazarin
2. Les Brûleurs de banquise de G.-J. Arnaud
3. Reflets d'entre-temps de Jean-Louis Le May
4. Les Fils du serpent de Jimmy Guieu
5. Pièces détachées de Christopher Stork
6. Les Bêtes enracinées de Serge Brussolo
7. Le Planétoïde hanté de Clark Darlton și Karl-Herbert Scheer
8. Génération Satan de Piet Legay
9. La Parole de Daniel Piret
10. Les Vikings de Sirius de Maurice Limat
11. No man's land de Christian Mantey
12. Cal de Ter de Paul-Jean Hérault
13. Les Métamorphes de Gilles Morris
14. Ticket aller-retour pour l'hyperspace de Louis Thirion
15. Les Colons d'Eridan de Pierre Barbet
16. On ne meurt pas sous le ciel rouge de Gabriel Jan
17. Le Gouffre aux garous de G.-J. Arnaud
18. Survivre ensemble de Gilles Morris
19. L'Emprise du cristal de Jean-Pierre Garen
20. Les Goulags mous de Jacques Mondoloni
21. Ce qui mordait le ciel… de Serge Brussolo
22. L'Homme de lumière de Maurice Limat
23. Virus Amok de Christopher Stork
24. Les Maîtres de l'horreur de F. Richard-Bessière
25. Demain matin, au chant du tueur ! de Michel Pagel
26. L'Autre race... de Piet Legay
27. L'Âge de Lumière de Max-André Rayjean
28. Le Combat des Cent-Soleils de Clark Darlton și Karl-Herbert Scheer
29. Carthage sera détruite de Pierre Barbet
30. Le passé dépassé de Christopher Stork
31. Les Ombres de la Mégapole de Adam Saint-Moore
32. Un avenir sur commande de Gilles Morris
33. Les Survivants de la mer Morte de Robert Clauzel
34. Le Dirigeable sacrilège de G.-J. Arnaud
35. Soupçons sur Hydra de Jean-Pierre Andrevon
36. La Taverne de l'espoir de Michel Pagel
37. Psy-connection de Piet Legay
38. Les Démoniaques de Kallioh de Hugues Douriaux
39. Les Bannières de Persh de Jean-Pierre Fontana și Alain Paris
40. Deux pas dans le soleil de André Caroff
41. Patrouilles de Jean Mazarin
42. L'Esprit de Vénus de Karl-Herbert Scheer
43. Pieuvres de Christopher Stork
44. Vieillesse délinquante de Gilles Morris
45. L'Élixir pourpre de Maurice Limat
46. Crache-Béton de Serge Brussolo
47. L'Anaphase du Diable de Michel Jeury
48. La Pugnace révolution de Phagor de Daniel Walther
49. Le Calumet de l'oncle Chok de Jean-Louis Le May
50. L'Envers vaut l'endroit de Christopher Stork
51. Le Viêt-nam au futur simple de Michel Pagel
52. Liensun de G.-J. Arnaud
53. L'Autre côté du vide de Gilles Morris
54. Dernier étage avant la frontière de Jean-Pierre Fontana și Alain Paris
55. Nord de Thierry Lassalle
56. Menaces sur les mutants de Clark Darlton și Karl-Herbert Scheer
57. Illa et son étoile de Jean-Louis Le May
58. Ordinator-Macchabées de André Caroff
59. Le Celte Noir de Michaël Clifden
60. Le Flambeau de l'Univers de Max-André Rayjean
61. Les Fœtus d'acier de Serge Brussolo
62. Le Dernier pilote de Paul-Jean Hérault
63. Incarnation illégale de Karl-Herbert Scheer
64. Les Éboueurs de la vie éternelle de G.-J. Arnaud
65. La Guerre de la lumière de Gabriel Jan
66. Les Décervelés de Piet Legay
67. La Nuit des insectes de Th. Cryde
68. Offensive minérale de Gilles Morris
69. L'Ordre des ordres de Jean-Pierre Garen
70. Lorsque R'Saanz parut de Louis Thirion
71. Terre des femmes de Christopher Stork
72. Sarkô des grandes zunes de Jean-Pierre Fontana și Alain Paris
73. Ordinator-Phantastikos de André Caroff
74. Carthage en Amérique de Jacques Mondoloni
75. À moins d'un miracle... de Gilles Morris
76. Les Idoles du lynx de Maurice Limat
77. Les Pierres de la Mort de F. Richard-Bessière

#### 1985
1. Eldorado stellaire de Pierre Barbet
2. Galactic paranoïa de Louis Thirion
3. L'Hydre acéphale de Maurice Limat
4. La Troisième puissance de Gabriel Jan
5. Les Trains-cimetières de G.-J. Arnaud
6. Galax-western de Hugues Douriaux
7. Le Mirage de la montagne chantante de Clark Darlton și Karl-Herbert Scheer
8. Camarade Yankee ! de Philippe Randa
9. Paradis zéro de Pierre Pelot
10. Osmose de Th. Cryde
11. Ehecatl, seigneur le vent de Jean-Louis Le May
12. L'Âge à rebours de Jean Mazarin
13. Le Syndrome Karelmann de Jean-Pierre Fontana și Alain Paris
14. Rhino de Dominique Douay
15. Ordinator-Érotikos de André Caroff
16. Le Premier hybride de Jean-Pierre Andrevon
17. Les Psychomutants de Gilles Morris
18. Les Fils de Lien Rag de G.-J. Arnaud
19. Le Dernier paradis de Michel Jeury
20. Ambulance cannibale non identifiée de Serge Brussolo
21. Le Rêve du papillon chinois de Christopher Stork
22. Les Clans de l'étang vert de Adam Saint-Moore
23. Le Bruit des autres de Pierre Pelot
24. Silence... on meurt ! de F. Richard-Bessière
25. Cités biotiques de Pierre Barbet
26. Les Contrebandiers du futur de Philippe Randa
27. Viol génétique de Piet Legay
28. Rouge est la chute du soleil de Maurice Limat
29. Made in Mars de Christopher Stork
30. Les Survivants du paradis de Michel Jeury
31. Le Semeur d'ombres de Michel Honaker
32. Ordinator-Criminalis de André Caroff
33. Androïdes en série de Karl-Herbert Scheer
34. Le Miroir du passé de Gilbert Picard
35. La Pire espèce de Gilles Morris
36. Le Rire du lance-flammes de Serge Brussolo
37. Les Lunatiques de Christopher Stork
38. Téléclones de Pierre Barbet
39. Le Veilleur à la lisière du monde de Daniel Walther
40. Poupée tueuse de Jean Mazarin
41. La Cité du vent damné de Maurice Limat
42. Voyageuse Yeuse de G.-J. Arnaud
43. Billevesées et calembredaines de Christopher Stork
44. À quoi bon ressusciter ? de Gilbert Picard
45. Le Château des Vents infernaux de Hugues Douriaux
46. Les Hommes-vecteurs de Michaël Clifden
47. L'Inconnue de Ryg de Jean-Pierre Garen
48. La Marée d'or de Michel Jeury
49. La Valeur de la vie de Clark Darlton și Karl-Herbert Scheer
50. Ordinator-Ocularis de André Caroff
51. Ceux de la Montagne-de-Fer de Maurice Limat
52. Le Temple du dieu Mazon de Jean-Pierre Fontana și Alain Paris
53. Rempart des naufrageurs de Serge Brussolo
54. Les Acteurs programmés de Max-André Rayjean
55. Putsch galactique de Pierre Barbet
56. Lumière d'abîme de Michel Honaker
57. L'Ange du désert de Michel Pagel
58. Ordinator-craignos de André Caroff
59. L'Ampoule de cendres de G.-J. Arnaud
60. Roulette russe de Daridjana
61. Sur qui veillent les Achachilas de Jean-Louis Le May
62. La Marque des Antarcidès de Alain Paris
63. Pour une dent, toute la gueule de Gilles Morris
64. Le Volcan des sirènes de Gilbert Picard
65. Cadavres à tout faire de F. Richard-Bessière
66. Babel bluff de Christopher Stork
67. Les Visiteurs du passé de Karl-Herbert Scheer
68. Abattoir-Opéra de Serge Brussolo
69. La Semaine carnivore de Th. Cryde
70. Feu sur tout ce qui bouge ! de Gilles Morris
71. L'Enfant de l'espace de Christopher Stork
72. Ordinator-Rapidos de André Caroff
73. Le Clan du brouillard de Jean-Pierre Fontana și Alain Paris
74. Solstice de fer de Francis Berthelot
75. Wân, l'iconoclaste de Maurice Limat
76. La Mémoire totale de Claude Ecken
77. Retour en avant de Gilles Morris

#### 1986
1. Naufrage sur une chaise électrique de Serge Brussolo
2. Quand souvenirs revenir, nous souffrir et mourir de Jean-Michel Dagory
3. Les Passagers du mirage de Pierre Pelot
4. La Piste du sud de Thierry Lassalle
5. P.L.U.M. 66-50 de Hugues Douriaux
6. Sahra de Jean-Louis Le May
7. Le Fléau de la galaxie de Clark Darlton și Karl-Herbert Scheer
8. Sun company de G.-J. Arnaud
9. Demi-portion de Christopher Stork
10. Rowena de Michel Pagel
11. Soldat-chien de Alain Paris
12. La Guerre des loisirs de Max-André Rayjean
13. Le Diable soit avec nous ! de Philippe Randa
14. Le Bricolo de Paul-Jean Hérault
15. Équinoxe de cendre de Francis Berthelot
16. La Fleur pourpre de Jean-Pierre Garen
17. Glaciation nucléaire de Pierre Barbet
18. Le Chant du Vorkul de Michel Honaker
19. Que l'éternité soit avec vous ! de Louis Thirion
20. L'Heure perdue de Guy Charmasson
21. Nitrabyl la ténébreuse de Karl-Herbert Scheer
22. Un pied sur Terre de Gilles Morris
23. Enfer vertical en approche rapide de Serge Brussolo
24. Poupée cassée de Jean Mazarin
25. Ils étaient une fois... de Christopher Stork
26. Les Sibériens de G.-J. Arnaud
27. Le Feu du Vahad'Har de Gabriel Jan
28. La Jaune de Jean-Pierre Fontana
29. Les Horreurs de la paix de Gilles Morris
30. Transfert de Gérard Delteil
31. O Tuha'd et les chasseurs de Jean-Louis Le May
32. Le Temps des rats de Louis Thirion
33. Ashermayam de Alain Paris
34. La Ville d'acier de Michel Pagel
35. La Saga d'Arne Marsson de Pierre Bameul
36. Psys contre psys de Christopher Stork
37. Le Clochard ferroviaire de G.-J. Arnaud
38. La Barrière du crâne de Gilles Morris
39. Métamorphosa de Philippe Randa
40. Fou dans la tête de Nazi Jones... de Pierre Pelot
41. La Colère des ténèbres de Serge Brussolo
42. Khéoba-la-maudite de Maurice Limat
43. Les Vautours de Joël Houssin
44. Citéléem de Max-André Rayjean
45. Les Androïdes du désert de Hugues Douriaux
46. Les Conquérants immobiles de Pierre Pelot
47. Opération Bacchus de Jean-Pierre Garen
48. Les Combattants des abysses de Gilbert Picard
49. Eridan VII de Frank Dartal
50. Le Miroir de Molkex de Clark Darlton și Karl-Herbert Scheer
51. Le Sphinx des nuages de Maurice Limat
52. Danger, parking miné ! de Serge Brussolo
53. De purs esprits... de Christopher Stork
54. Les Wagons-mémoires de G.-J. Arnaud
55. Objectif : surhomme de Gilles Morris
56. Tragédie musicale de Hugues Douriaux
57. "Reich" de Alain Paris
58. En direct d'ailleurs de Gilles Morris
59. Mémoires d'un épouvantail blessé au combat de Pierre Pelot
60. La Croisade des assassins de Pierre Barbet
61. Les Hommes-lézards de Jean-Pierre Fontana și Alain Paris
62. Don Quichotte II de Christopher Stork
63. Le Rêve et l'assassin de Sylviane Corgiat și Bruno Lecigne
64. Rébellion sur Euhja de Clark Darlton și Karl-Herbert Scheer
65. La Piste des écorchés de Gilles Morris
66. Le Choix des destins de Pierre Bameul
67. Mausolée pour une locomotive de G.-J. Arnaud
68. Catacombes de Serge Brussolo
69. Le Gladiateur de Vénusia de Jean-Pierre Garen
70. Le Fou de Michel Pagel
71. Cacophonie du nouveau monde de Gabriel Jan
72. Observation du virus en temps de paix de Pierre Pelot
73. Le Rêve du Vorkul de Michel Honaker
74. Et la pluie tomba sur Mars de Maurice Limat
75. L'Agonie des hommes de Gilles Morris
76. Le Raid infernal de Paul-Jean Hérault
77. L'Endroit bleu de Th. Cryde
78. Contretemps de Christopher Stork
79. L'Ombre des Antarcidès de Alain Paris
80. Dans le ventre d'une légende de G.-J. Arnaud
81. La Métamorphose du Molkex de Clark Darlton și Karl-Herbert Scheer
82. Temps changeants de Pierre Barbet
83. Le Programme troisième guerre mondiale de Sylviane Corgiat și Bruno Lecigne
84. Le Viol du dieu Ptah de Phil Laramie
85. Ultime solution... de Piet Legay

#### 1987
1. Accident temporel de Louis Thirion
2. Le Monde d'après de Hugues Douriaux
3. Le Dragon de Wilk de Jean-Pierre Garen
4. Par le sabre des Zinjas de Roger Facon
5. Les Cavaliers dorés de Michel Pagel
6. U.S. go home... go, go ! de Philippe Randa
7. La Cité des Hommes-de-Fer de Jean-Pierre Fontana și Alain Paris
8. Les Échafaudages d'épouvante de G.-J. Arnaud
9. Docteur Squelette de Serge Brussolo
10. Défense spatiale de Pierre Barbet
11. Les Naufragés du 14-18 de Clark Darlton și Karl-Herbert Scheer
12. Mortel contact de Piet Legay
13. L'Univers en pièce de Claude Ecken
14. Le Lit à baldaquin de Christopher Stork
15. Building de Michel Honaker
16. Cocons de Philippe Guy
17. La Folle ruée des Akantor de Phil Laramie
18. Le Serpent de rubis de Maurice Limat
19. L'Araignée de Sylviane Corgiat și Bruno Lecigne
20. Appelez-moi Einstein ! de Gilles Morris
21. Les Idées solubles de Jacques Mondoloni
22. Les Êtres vagues de Gilles Morris
23. Les Errants de Hugues Douriaux
24. Les Guerrières de Lesban de Jean-Pierre Garen
25. Baroud pour le genre humain de Philippe Randa
26. EMO de Bruno Lecigne
27. Le Réveil de la forteresse de Karl-Herbert Scheer
28. Les Ambulances du rêve de Richard Canal
29. Opération "serrures carnivores" de Serge Brussolo
30. Le Labyrinthe d'Eysal de Clark Darlton și Karl-Herbert Scheer
31. Les Portes de l'enfer de Piet Legay
32. La Famille de Paul-Jean Hérault
33. Les Montagnes affamées de G.-J. Arnaud
34. Le Rideau de glace de Alain Billy
35. Je souffre pour vous... de Christopher Stork
36. L'Univers-ombre de Michel Jeury
37. Lointaine étoile de Maurice Limat
38. La Longue errance de Gilles Morris
39. Captifs de Corvus de Pierre Barbet
40. Les Guerriers de Hugues Douriaux
41. Le Sceau des Antarcidès de Alain Paris
42. Les Sirènes d'Almadia de Philippe Randa
43. La Nuit du venin de Serge Brussolo
44. La Prodigieuse agonie de G.-J. Arnaud
45. Alabama. Un. Neuf. Neuf. Six. de Pierre Pelot
46. La Légende étoilée de Richard Canal
47. Le Souffle de cristal de Sylviane Corgiat și Bruno Lecigne
48. Une si jolie petite planète de Christopher Stork
49. Un temps pour la guerre de Frank Dartal
50. Le Dernier témoin de Piet Legay
51. Le Sixième symbiote de Dan Dastier
52. Un reich de 1000 ans ! de Pierre Barbet
53. Le Chariot de Thalia de Jean-Pierre Garen
54. Sergent-pilote Gurvan de Paul-Jean Hérault
55. Soleil pourpre, soleil noir de Michel Pagel
56. Le Commencement de la fin de Gilles Morris
57. Sécession bis de Pierre Pelot
58. Les Squales de la cité engloutie de Phil Laramie
59. L'Hérésie magicienne de Jean-Louis Le May
60. La Croix de flamme de Maurice Limat
61. Le Trillionnaire de Christopher Stork
62. Destination Atlantide de Karl-Herbert Scheer
63. On m'appelait Lien Rag de G.-J. Arnaud
64. Les Animaux funèbres de Serge Brussolo
65. Les Olympiades truquées de Joëlle Wintrebert
66. Les Gladiateurs de Nephers de Hugues Douriaux
67. La Haine du Vorkul de Michel Honaker
68. Les Vitrines du ciel de Jacques Mondoloni
69. Le Fond de l'abîme de Gilles Morris
70. Le Piège de glace de Clark Darlton și Karl-Herbert Scheer
71. Cette vérité qui tue de Piet Legay
72. Offensive du virus sous le champ de bataille de Pierre Pelot
73. Train spécial pénitentiaire 34 de G.-J. Arnaud
74. Les Voix grises du monde gris de Richard Canal
75. La Septième griffe de Togor de Gérard Delteil
76. Gurvan : les premières victoires de Paul-Jean Hérault
77. Le Serpent d'angoisse de Roland C. Wagner
78. Objectif : Mars 2005 de Pierre Barbet
79. Le Dernier soleil de Max-André Rayjean
80. Les Enfants du soleil de Christopher Stork
81. La Planète des femmes de Roger Facon
82. Les Démons de la montagne de Jean-Pierre Garen
83. Le Bout du tunnel de Gilles Morris
84. Le Temple de chair de Jean-Claude Dunyach
85. Vermine de Hugues Douriaux
86. L'Ombre des gnomes de Serge Brussolo
87. Terre ! Terre ! de Gilles Morris
88. Les Hallucinés de la voie oblique de G.-J. Arnaud
89. Hors-jeu de Gérard Delteil
90. Les Élus de Tôh de Gabriel Jan
91. Atoxa-des-abysses de Maurice Limat

#### 1988
1. Soldat-chien 2 de Alain Paris
2. Périls sur Mû de Philippe Randa
3. Traqueur de Samuel Dharma
4. Les Sauveteurs Sigans de Clark Darlton și Karl-Herbert Scheer
5. Alter ego de Christopher Stork
6. Tigre de Daniel Walther
7. Aqualud ! de Piet Legay
8. La Chasse de Hugues Douriaux
9. Le Maître de Juvénia de Jean-Pierre Garen
10. Le Temple d'Os de Jean-Claude Dunyach
11. Le Masque d'écailles de Sylviane Corgiat și Bruno Lecigne
12. L'Incroyable odyssée de Guy Charmasson
13. Officier - pilote Gurvan de Paul-Jean Hérault
14. L'Orchidée rouge de madame Shan de Alain Billy
15. Un ange s'est pendu de Roland C. Wagner
16. Le Voleur d'icebergs de Serge Brussolo
17. Le Clone triste de Milan
18. La Course contre la montre de Clark Darlton și Karl-Herbert Scheer
19. Le Rire du Klone de Milan
20. Le Loup de Hugues Douriaux
21. Option zéro de Pierre Barbet
22. Divine entreprise de Roger Facon
23. L'Épopée du Draco de Frank Dartal
24. Aux yeux la lune de Michel Jeury
25. Bébé-miroir de Joëlle Wintrebert
26. Survival de Piet Legay
27. Le Mal d'Ibrator de Philippe Randa
28. Le Tombeau du roi squelette de Serge Brussolo
29. Pour une poignée d'Helix Pomatias de Michel Pagel
30. Svastika de Alain Paris
31. La Vengeance de l'Androïde de Jean-Pierre Garen
32. L'Effondrement d'un empire de Clark Darlton și Karl-Herbert Scheer
33. Kriegspiel de Dominique Goult & Jean-Marc Ligny
34. Le Grand hurlement de Phil Laramie
35. La Vengeance de Guy Charmasson
36. Seigneur des runes de Alain Paris
37. Maaga-la-Scythe de Alain Billy
38. Nécromancies de Samuel Dharma
39. Projet Nouvelle-Vénus de Claude J. Legrand
40. La Mission de Guy Charmasson
41. Sur l'épaule du grand dragon de Alain Paris
42. L'Offensive de crétinisation de Clark Darlton și Karl-Herbert Scheer
43. Le Monde au-delà des brumes de Hugues Douriaux
44. Les Serviteurs de la force de Roger Facon și J.-M. Parent
45. Réalité 2 de Louis Thirion
46. Les Hérétiques du Vril de Alain Paris
47. Thorn le guerrier de Hugues Douriaux
48. Ronge de Yves Frémion
49. L'Enfer des homosimiens de Piet Legay
50. La Mémoire des pierres de Roland C. Wagner
51. Les Hommes marqués de Gilles Thomas
52. La Sylve sanguinaire de Clark Darlton și Karl-Herbert Scheer
53. La Quête du Graal de Jean-Pierre Garen
54. Les Mortels et les dieux de Hugues Douriaux
55. Prisons intérieures de Roland C. Wagner
56. Le Bagne des ténèbres de Laurent Genefort
57. Le Dieu de lumière de Jean-Pierre Andrevon
58. Le Diable à quatre de Michel Pagel
59. Le Dieu du delta de Bertrand Passegué
60. Les Futurs mystères de Paris de Roland C. Wagner
61. Le Crépuscule du compagnon de François Rahier
62. Dreamworld de Dominique Goult și Jean-Marc Ligny
63. Les Croisés de Mara de G.-J. Arnaud

#### 1989
1. Panique à la banque du sperme de Gérard Néry
2. Le Dragon du roi squelette de Serge Brussolo
3. Dernière chance : humanité de Piet Legay
4. Le Chemin d'ombres de Samuel Dharma
5. Onze bonzes de bronze de Max Anthony
6. L'Autoroute sauvage de Gilles Thomas
7. Piège sur Korz de Jean-Pierre Garen
8. Les Semeurs de mirages de Jean-Marc Ligny
9. Le Dieu de la guerre de Alain Paris
10. Jhedin Ovoghemma de Yves Carl
11. Les Guerrières de Arastawar de Louis Thirion
12. Les Monarques de Bi de G.-J. Arnaud
13. Pâques sanglantes aux caraïbes de Gérard Néry
14. Syndrome apocalypse de Hugues Douriaux
15. Argyll de Bertrand Passegué
16. Le Paysage déchiré de Roland C. Wagner
17. Genesis II de Piet Legay
18. Le Temps cyclothymique de Jean-Pierre Andrevon
19. L'Art du rêve de Jean-Marc Ligny
20. Des enfants très doués de Jean-Pierre Garen
21. De silence et de feu de Claude Ecken
22. Le Souffle de lune de Alain Billy
23. Fantasmes en stock de Max Anthony
24. La Croix des décastés de Gilles Thomas
25. Sylvana de Michel Pagel
26. Mort à l'encre de chine de Gérard Néry
27. Shândoah ! de Piet Legay
28. Les Enfants du silence de Claude Ecken
29. Le Septième cycle de Bertrand Passegué
30. Brebis galeuses de Kurt Steiner
31. Enfer et purgatoire de Michel Honaker
32. À la recherche de Faërie de Jean-Marc Ligny
33. Un navire ancré dans le ciel de Roland C. Wagner
34. Dernière tempête de Philippe Guy
35. Yriel de Robert Alexandre
36. La Septième saison de Pierre Pelot
37. Les Pierres de sang de Jean-Pierre Garen
38. Égrégore de Piet Legay
39. Cette chose qui vivait sur Véra de Louis Thirion
40. La Mort marchait dans les rues de Roland C. Wagner
41. Fleur de Patrick Lachèze
42. Lazaret 3 de G.-J. Arnaud
43. Dal Refa'I de Alain Paris
44. Labyrinthe de la nuit de Jean-Marc Ligny
45. La Forteresse éternelle de Bertrand Passegué
46. Top niveau de J.-C. Lamart
47. Tchernobagne de Gérard Delteil
48. La Mort en billes de Gilles Thomas
49. Joal ban Kluane de Alain Paris
50. Le Roi de fer de Jean-Pierre Garen
51. Terminus l'Enfer de Gérard Néry
52. L'Androïde livide de l'astéroïde morbide de Max Anthony
53. Le Rire du clone de Piet Legay
54. Le Rescapé de la Terre de Paul-Jean Hérault
55. Sassar de Alain Paris
56. Le Lévrier de Varik de Hugues Douriaux
57. Hypnos et Psyché de Jean-Marc Ligny
58. Le Grand hiver de Bertrand Passegué
59. La Planète Jaja de Daniel Walther
60. Les Bâtisseurs du monde de Paul-Jean Hérault
61. Bronx cérémonial de Michel Honaker
62. Les Noyés du fleuve Amour de Gérard Néry
63. Désirs cruels de Michel Pagel
64. O Gamesh, prince des ténèbres de Piet Legay
65. L'Autre Cécile de Claude Ecken
66. Les Ratés de Gilles Thomas
67. La Chute des dieux de Jean-Pierre Garen
68. La Soie rouge de Xanta de Hugues Douriaux

### Anii 1990

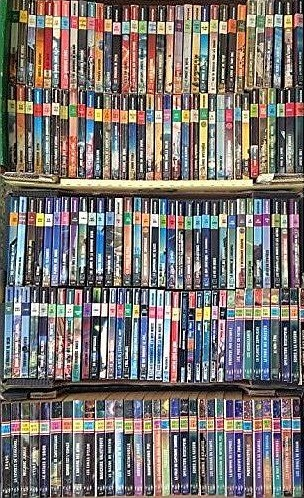

#### 1990
1. Traqueur d'illusions de Jean-Marc Ligny
2. Le Présent du fou de Pierre Pelot
3. Les Psychopompes de Klash de Red Deff
4. Ysée-A de Louis Thirion
5. The verb of life de Michel Honaker
6. Scorpions de Gérard Néry
7. Les Forains du bord du gouffre de Pierre Pelot
8. La Loi majeure de Don Hérial
9. Les Ailes tranchées de Félix Chapel
10. Zoomby de Vincent Gallaix
11. Visiteurs d'apocalypse de Jean-Pierre Andrevon
12. La Dame d'Alkoviak de Hugues Douriaux
13. Le Ciel sous la pierre de Pierre Pelot
14. Vous avez dit "humain" ! de Piet Legay
15. Dépression de François Sarkel
16. Les Voies d'Almagiel de Gilles Thomas
17. Safari mortel de Jean-Pierre Garen
18. Return of Emeth de Michel Honaker
19. Le Dirigeable certitude de Alain Paris
20. Les Faucheurs de temps de Pierre Pelot
21. Les Autos carnivores de Max Anthony
22. Apollo XXV de Daniel Walther
23. La Révolte des barons de Hugues Douriaux
24. Les Fils du miroir fumant de Alain Paris
25. Soleil de mort de Pierre Barbet
26. Emergency ! de Piet Legay
27. Le Temple de la mort turquoise de Félix Chapel
28. Les Derniers anges de Christopher Stork
29. King of ice de Michel Honaker
30. Le Peuple pâle de Alain Paris
31. Démons de Jean-Marc Ligny
32. Hydres de Don Hérial
33. Ylvain, rêve de vie de Ayerdhal
34. La Légende des niveaux fermés de Gilles Thomas
35. Chasse infernale de Jean-Pierre Garen
36. Arasoth de Hugues Douriaux
37. Sorciers de Jean-Marc Ligny
38. Le Sang de Fulgavy de Félix Chapel
39. Made, concerto pour salmen et bohême de Ayerdhal
40. Le Rêveur des terres agglutinées de Roland C. Wagner
41. Secret of Bashamay de Michel Honaker
42. Ross et Berkel de Paul-Jean Hérault
43. Comme une odeur de tombeau de Samuel Dharma
44. Le Profanateur de Piet Legay
45. La Naïa, hors limites de Ayerdhal
46. Les Enfants de Pisauride de Jean-Pierre Andrevon
47. Les Enfants de Vonia de Hugues Douriaux
48. Pédric et Bo de Paul-Jean Hérault
49. Rasalgethi de Jean-Marc Ligny
50. L'Homme-requin de Jean-Christophe Chaumette
51. Ely, l'esprit-miroir de Ayerdhal
52. L'Ange aux ailes de lumière de Gilles Thomas
53. Evil game de Michel Honaker
54. Apex (M57) de Jean-Marc Ligny
55. La Cité sous la terre de Jean-Christophe Chaumette
56. Les Éphémères des sables de Félix Chapel
57. L'Autoroute de l'aube de Roland C. Wagner
58. Le Fils du grand Konnar de Pierre Pelot
59. Le Gardien du cristal de Jean-Pierre Garen
60. Les Ballades du temps futur de Hugues Douriaux
61. Bérénice de Jean-Marc Ligny
62. Aoni de Jean-Christophe Chaumette
63. Le Cri du corps de Claude Ecken
64. L'Antre du serpent de Michel Pagel

#### 1991
1. Troll de Michel Honaker
2. Sur la piste des Rollmops de Pierre Pelot
3. La Prophétie de Jean-Christophe Chaumette
4. Panique chez les poissons solubles de Max Anthony
5. Le Temps de l'effroi de Piet Legay
6. Requiem pour une idole de cristal de Louis Thirion
7. Le Refuge de l'agneau de Michel Pagel
8. Rollmops dream de Pierre Pelot
9. Promesse d'Ille de Ayerdhal
10. Les Épées de cristal de Jean-Christophe Chaumette
11. Le Monde d'en bas de Bertrand Passegué
12. Viper de Red Deff
13. Orbret de Hugues Douriaux
14. Zelmiane de Hugues Douriaux
15. Les Amants pourchassés de Hugues Douriaux
16. Apocalypse junction de Michel Honaker
17. Gilbert le barbant - le retour de Pierre Pelot
18. Le Guerrier sans visage de Jean-Christophe Chaumette
19. Honneur de chasse de Ayerdhal
20. Le Temps des lumières de Piet Legay
21. Les Maîtres des souterrains de Bertrand Passegué
22. Les Pirates de Sylwa de Jean-Pierre Garen
23. Le Voyageur solitaire de Jean-Marc Ligny
24. La Guerre en ce jardin de Richard Canal
25. Les Fêtes de Hrampa de Félix Chapel
26. Chroniques du désespoir de Roland C. Wagner
27. L'Île brûlée de Gilles Thomas
28. Dark spirit de Michel Honaker
29. Danger : mémoire de Paul-Jean Hérault
30. L'Homme du sid de Alain Paris
31. Ganja de Red Deff
32. Le Temps des révélations de Piet Legay
33. De bitume et de sang de Manuel Essard
34. L'Ombre des Rhuls de Jean-Pierre Garen
35. Un été à Zédong de Jean-Marc Ligny
36. L'Écume du passé de Alain Paris
37. Ultimes aventures en territoires fourbes de Pierre Pelot
38. Le Choix du Ksin de Ayerdhal
39. Le Cimetière des astronefs de Michel Pagel
40. Celui-qui-n'est-pas-nommé de Alain Paris
41. Le Fouilleur d'âmes de Michel Honaker
42. Ce qu'il y avait derrière l'horizon de Jean-Pierre Andrevon
43. Nivôse de Jean-Claude Dunyach
44. Aigue-Marine de Jean-Claude Dunyach
45. Astronef Mercure de Jean-Pierre Garen
46. Les Mondes furieux de Albert Higon
47. Chien bleu couronné de Raymond Milési
48. Espion de l'étrange de Karel Dekk
49. D'un lieu lointain nommé Soltrois de Gilles Thomas
50. Roche-Lalheue de Hugues Douriaux
51. Demain, une oasis de Ayerdhal
52. Albatroys de Jean-Marc Ligny
53. Cette crédille qui nous ronge de Roland C. Wagner
54. Une si jolie prison de Manuel Essard
55. Le Loupiot de Paul-Jean Hérault
56. L'Ère du spatiopithèque de Pierre Barbet
57. Orages en terre de France de Michel Pagel
58. Albatroys - 2 de Jean-Marc Ligny
59. L'Ouragan des enfants-dieux de François Rahier

#### 1992
1. La Planète des Lykans de Jean-Pierre Garen
2. La Chimère infernale de Albert Higon
3. La Colonne d'émeraude de Jean-Pierre Fontana
4. La Jungle de pierre de Gilles Thomas
5. Voleurs de silence de Jean-Claude Dunyach
6. Malterre de Hugues Douriaux
7. L'Énigme du squalus de Piet Legay
8. Le Monde blanc de Laurent Genefort
9. Le Camp des inadaptés de Jean-Pierre Garen
10. L'Oreille absolue de Michel Honaker
11. Psychosphère de Gilles Morris
12. Le Gymnase de l'ogre de Marc Lemosquet
13. La Cité des Mille Plaisirs de Hugues Douriaux
14. Le Vaisseau-démon de Albert Higon
15. Le Désert des cendres de Jean-Pierre Fontana și Alain Paris
16. Le Monolithe noir de Bertrand Passegué
17. La Déesse de Cimbariah de Hugues Douriaux
18. Le Syndrome des baleines de Ayerdhal
19. Elaï de Laurent Genefort
20. Métacentre de Bertrand Passegué
21. Le Monstre de Palathor de Hugues Douriaux
22. Le Mystère Lyphine de Ayerdhal
23. Révélations interdites de Piet Legay
24. Horlemonde de Gilles Thomas
25. Le Gouffre du volcan céleste de Hugues Douriaux
26. Les Possédés du démon de Jean-Pierre Garen
27. Labyrinth-jungle de Oscar Valetti
28. Les Compagnons de la lune blême de Roger Facon
29. Rinocérox de Serge Brussolo
30. Recyclage de Jean-Pierre Garen
31. Les Peaux-épaisses de Laurent Genefort
32. Deltas de Alain Le Bussy
33. Cybione de Ayerdhal
34. La Porte des serpents de Gilles Thomas
35. La Mandragore de Piet Legay
36. Penta de Dominique Brotot
37. Hors normes de Paul-Jean Hérault
38. Saigneur de guerre de Manuel Essard
39. Plug-in de Marc Lemosquet
40. Les Gardiennes d'espérance de Pierre Debuys
41. Capitaine suicide de Serge Brussolo
42. Mission secrète de Jean-Pierre Garen
43. L'Ombre et le fléau de Oscar Valetti
44. Mascarad City de Lucas Gorka

#### 1993
1. Aqua de Jean-Marc Ligny
2. Symphonie Pastorale de Hugues Douriaux
3. Le Huitième cristal du Dr. Mygale de Max Anthony
4. Awacs de Alain Paris
5. Les Fruits sataniques de Alain Billy
6. Magie sombre de Gilles Thomas
7. La Falaise de Th. Cryde
8. Le Temps et l'espace de Jean-Pierre Garen
9. Abîmes de Serge Brussolo
10. Les Guerriers de glace de Hugues Douriaux
11. Tremblemer de Alain Le Bussy
12. REZO de Laurent Genefort
13. Boulevard des miroirs fantômes de Max Anthony
14. Le Visage derrière la nuit de Maurice Périsset
15. Roll over, Amundsen ! de Jean-Claude Dunyach
16. Chair inconnue de Oscar Valetti
17. Rawâhlpurgis de Piet Legay
18. Achéron de Alain Paris
19. Les Moines noirs de Jean-Pierre Garen
20. La Forteresse pourpre de Manuel Essard
21. Crache-Béton de Serge Brussolo
22. Déraag de Alain Le Bussy
23. XYZ de Daniel Ichbiah și Yves Uzureau
24. Les Ratés de Gilles Thomas
25. Arago de Laurent Genefort
26. Les Sortilèges de Maïn de Hugues Douriaux
27. Les Mangeurs de viande de Jean-Pierre Garen
28. L'Autoroute sauvage de Gilles Thomas
29. De l'autre côté du mur des ténèbres de Serge Brussolo
30. Le Sang des mondes de Jean-Pierre Vernay
31. Cobaye de Marc Lemosquet
32. Les Yeux de la terre folle de Philippe Pastor
33. Neurovision de Dominique Brotot
34. Envercoeur de Alain Le Bussy
35. Haute-Enclave de Laurent Genefort
36. Cyberkiller de Jean-Marc Ligny
37. La Flûte de verre froid de Gilles Thomas

#### 1994
1. Polytan de Ayerdhal
2. Les Mines de Sarkal de Jean-Pierre Garen
3. Warrior de Hugues Douriaux
4. Les Sentinelles d'Almoha de Serge Brussolo
5. Garmalia de Alain Le Bussy
6. Les Voleurs d'organes de Dominique Brotot
7. Les Portes sans retour de Gilles Thomas
8. Pour des soleils froids de Jean-Louis Trudel
9. Le Peintre des orages de Alain Billy
10. Les Chasseurs de sève de Laurent Genefort
11. La Porte de flamme de Hugues Douriaux
12. Nickel le Petit de Christophe Kauffman
13. Les Adorateurs de Kaal de Jean-Pierre Garen
14. Quête impériale de Alain Le Bussy
15. Jalin Ka de Christophe Kauffman
16. Shaan ! de Piet Legay
17. L'Araignée de verre de Jean-Pierre Garen
18. Parasol 27 de Alain Billy
19. La Route des soleils de Wildy Petoud
20. La Troisième lune de Laurent Genefort
21. Le Ressuscité de l'Atlantide de Jean-Louis Trudel

#### 1995
1. Yorg de l'île de Alain Le Bussy
2. Le Dernier des Aramandars de Hugues Douriaux
3. Rork des plaines de Alain Le Bussy
4. Une planète pour Copponi de Hugo Van Gaert
5. Hou des machines de Alain Le Bussy
6. Le Labyrinthe de chair de Laurent Genefort
7. Profession : cadavre de Serge Brussolo
8. La Guerre des cercles de Jean-Claude Dunyach
9. Theophano 960 de Pierre Stolze
10. Soleil fou de Alain Le Bussy
11. De chair et de fer de Laurent Genefort
12. Le Prisonnier de l'entre-deux-mondes de Hugues Douriaux
13. Acherra de Gilles Thomas
14. Offren de Gilles Thomas
15. Promenade du bistouri de Serge Brussolo
16. Les Hommes du maître de Jean-Pierre Garen
17. Chatinika de Alain Le Bussy
18. Le Chineur de l'espace de Paul-Jean Hérault

#### 1996
1. L'Homme qui n'existait plus de Laurent Genefort
2. Interférences de Hugues Douriaux
3. Justice galactique de Jean-Pierre Garen
4. Phalènes de Philippe Guy
5. Les Chemins de Pilduin de Claude Castan
6. Jana des couloirs de Alain Le Bussy
7. Lyane de Laurent Genefort
8. Jorvan de la mer de Alain Le Bussy
9. Djamol de Kîv de Alain Le Bussy
10. La Route de Stelian de Claude Castan
11. Les Allées de la gloire de Claude Castan
12. La Montagne rouge de Jean-Pierre Garen
13. Ceux qui ne voulaient pas mourir de Paul-Jean Hérault
14. Les Pistes d'Ahran de Claude Castan
15. La Balle du néant de Roland C. Wagner
16. Les Pierres de lumière de Hugues Douriaux
17. Alice qui dormait de Franck Morrisset
18. La Mâchoire du dragon de G. Elton Ranne
19. Le Dieu avide de Alain Le Bussy
20. La Compagnie des fous de Laurent Genefort
21. Les Voies du ciel de Laurent Genefort
22. Les Rails d'incertitude de G.-J. Arnaud
23. L'Ange et la mort de Franck Morrisset
24. Autant en emporte le divan de Patrice Duvic
25. Les Ravisseurs quantiques de Roland C. Wagner
26. Les Oiseaux de cuir de Gilles Thomas

#### 1997
1. Wonderland de Serge Lehman
2. L'Odyssée de l'espèce de Roland C. Wagner